# 小田急電鉄
小田急電鉄株式会社（おだきゅうでんてつ、英: Odakyu Electric Railway Co., Ltd.）は、日本の大手私鉄の一つで、東京都・神奈川県（主に県央・西湘）を中心に鉄道事業・不動産業などを営む会社である。略称は小田急（おだきゅう）で、小田急グループの中核企業である。

## 概要
1949年5月に東京証券取引所一部上場。日経平均株価およびJPX日経インデックス400の構成銘柄の一つ。東京都新宿区に新宿本社、神奈川県海老名市に海老名本社を置く2本社体制を採用している（登記上の本店所在地は東京都渋谷区代々木）。
1923年（大正12年）5月1日に旧会社である小田原急行鉄道が設立され、1941年（昭和16年）に親会社の鬼怒川水力電気がこれを合併して小田急電鉄となった。第二次世界大戦中の1942年（昭和17年）5月1日に東京急行電鉄（いわゆる大東急）に統合されたが、戦後の1948年（昭和23年）、東京急行電鉄の再編成により、東京急行電鉄（現在の東急および東急電鉄）から京浜急行電鉄（京急）、京王帝都電鉄（現在の京王電鉄）および新会社の小田急電鉄の3社が分離して発足した。
新宿駅 - 小田原駅間を結ぶ小田原線など3路線・120.5 km（営業キロ）、計70駅を運営している。グループ企業が運行する小田急箱根鉄道線のほか、東京メトロ千代田線などにも乗り入れ、首都圏鉄道ネットワークの一角をなしている。鉄軌道部門収益は1211億500万円で大手私鉄16社中5位であり、全事業収益に占める鉄軌道部門収益の割合は70.4%となっている（2020年3月31日時点）。グループ企業には、運輸、流通、不動産、ホテルなど71社ある（2024年7月1日現在）。小田急ポイントサービスの加盟店舗である。
グループ力を生かして2019年（令和元年）にMobility as a Service (MaaS) 事業にも進出し、そのためのモバイルアプリケーション「EMot」（エモット）を導入。2020年 - 2021年の新型コロナウイルス感染症による鉄道乗客減少への対応も兼ねて、EMotを使ったグループ・沿線の飲食・食品店でのサブスクリプション（定額制）による収益拡大を図っている。

## 経営理念・グループコーポレートメッセージ
小田急グループの経営理念は『小田急グループは、お客さまの「かけがえのない時間（とき）」と「ゆたかなくらし」の実現に貢献します。』である。社会に対して事業を通じて果たすべき役割・責任や、企業市民として社会に存在する意義を表している。
グループコーポレートメッセージは「思う 誰かを 今日も」である。各頭文字のアルファベット「O（思う）D（誰かを）K（今日も）」の語感から、「小田急」を感じることができるようなものとしている。

## 社紋・ブランドマーク
社紋は1948年（昭和23年）に制定された。小田急の「小」を図案化したもので、中央の「工」は鉄道の象徴であるレール断面を、周囲の円は社内の輪を象徴している。
ブランドマークは2008年（平成20年）より使用を開始している。作成したのはランドーアソシエイツ。ロゴマークはアルファベットのOを図案化したマーク（）と、小文字の「odakyu」ロゴの組み合わせで、「豊かな沿線環境のもとに、自然・歴史・都市文化の新しい融合、豊かな生活の創造、より多くの上質と感動を提供していく小田急グループ」を表現している。ブランドマークはodakyuとだけ記される「グループブランドマーク」、odakyuの下にELECTRIC RAILWAYと記される「コーポレートブランドマーク」、odakyuの下にGROUPと記される「グループ表示マーク」の3種類がある。
ブランドマークは導入とともに特急車両・一般車両にも掲出されている。従前から一般車両に付けられている「OER」の略称プレートも存置されたが、4000形以降の車両やリニューアル車両では省略している。
かつては、小田急ロマンスカーのエンブレムとして1700形から採用された「OER」の飾り文字と神奈川県の県花であるヤマユリの花を合わせたイラストデカールが3100形(NSE)・7000形(LSE)・10000形(HiSE)・20000形(RSE)の車内の自動ドアに貼付されていた。また、LSE（リニューアル車のみ）・HiSE・RSEには車体側面にも貼付されていた。

社紋
グループブランドマーク
グループ表示マーク
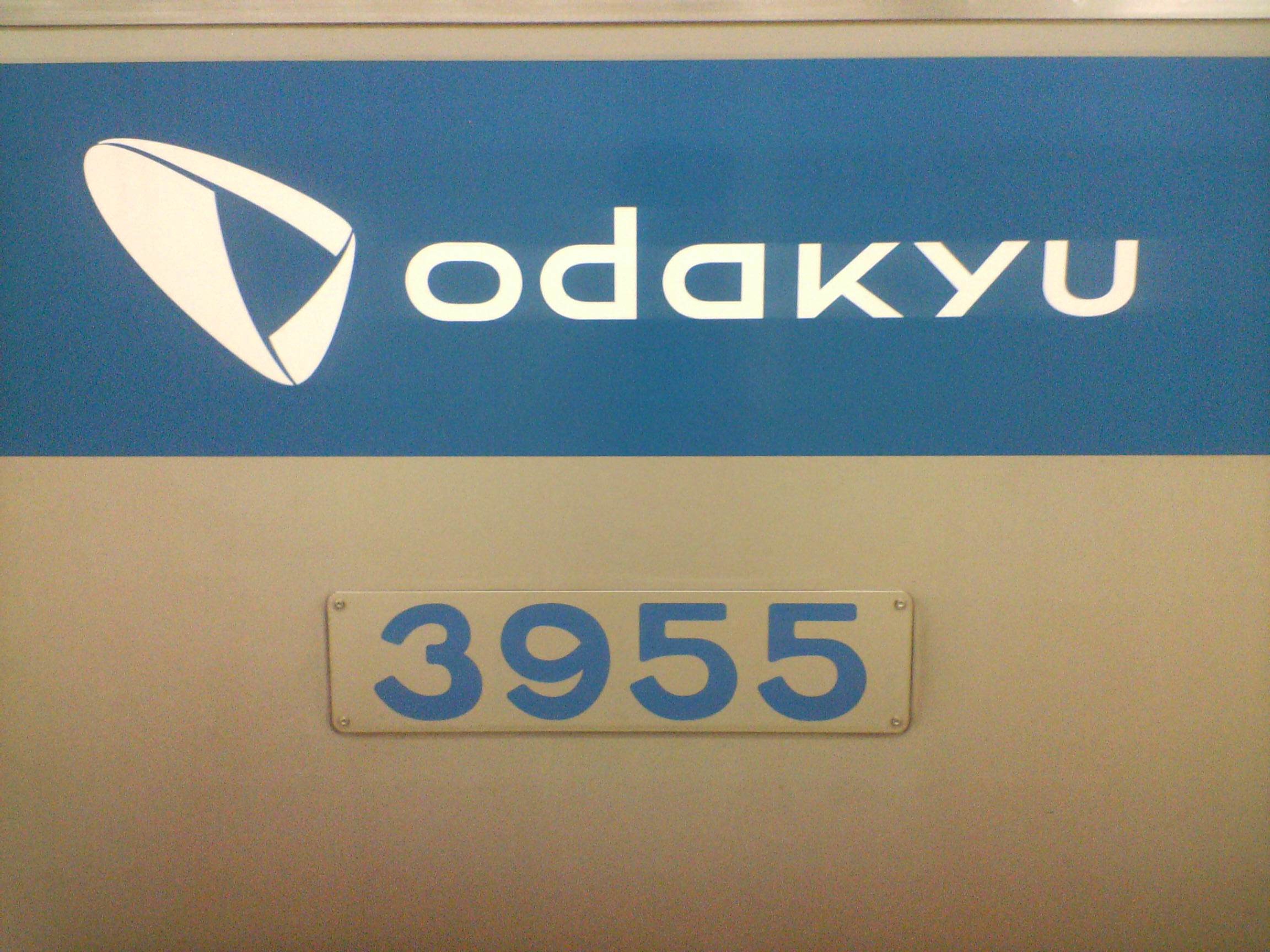
車両側面に掲出されたブランドマーク
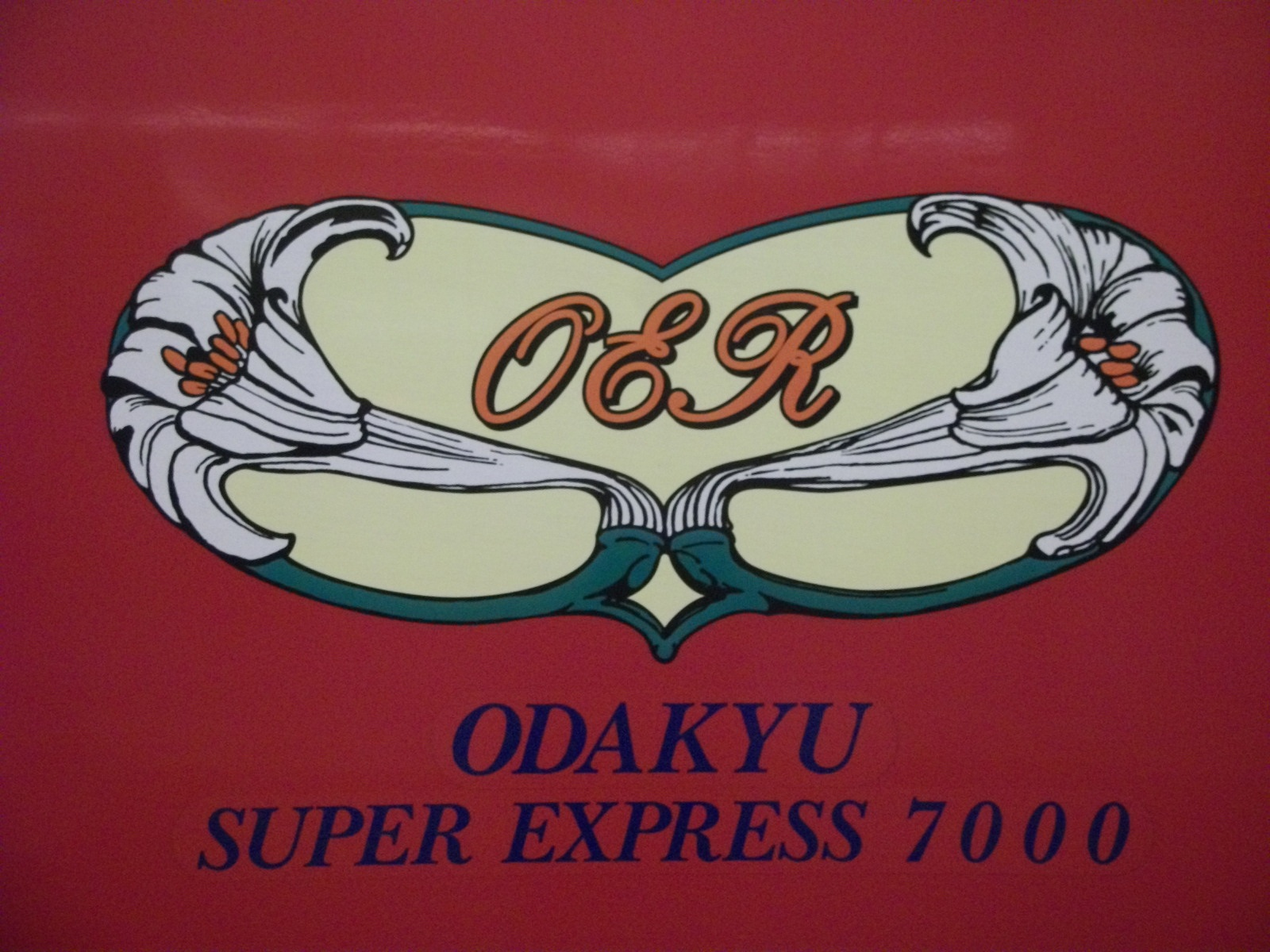
かつて小田急ロマンスカーで使用されていたヤマユリのシンボルマーク（7000形(LSE)（リニューアル車）、車体側面）
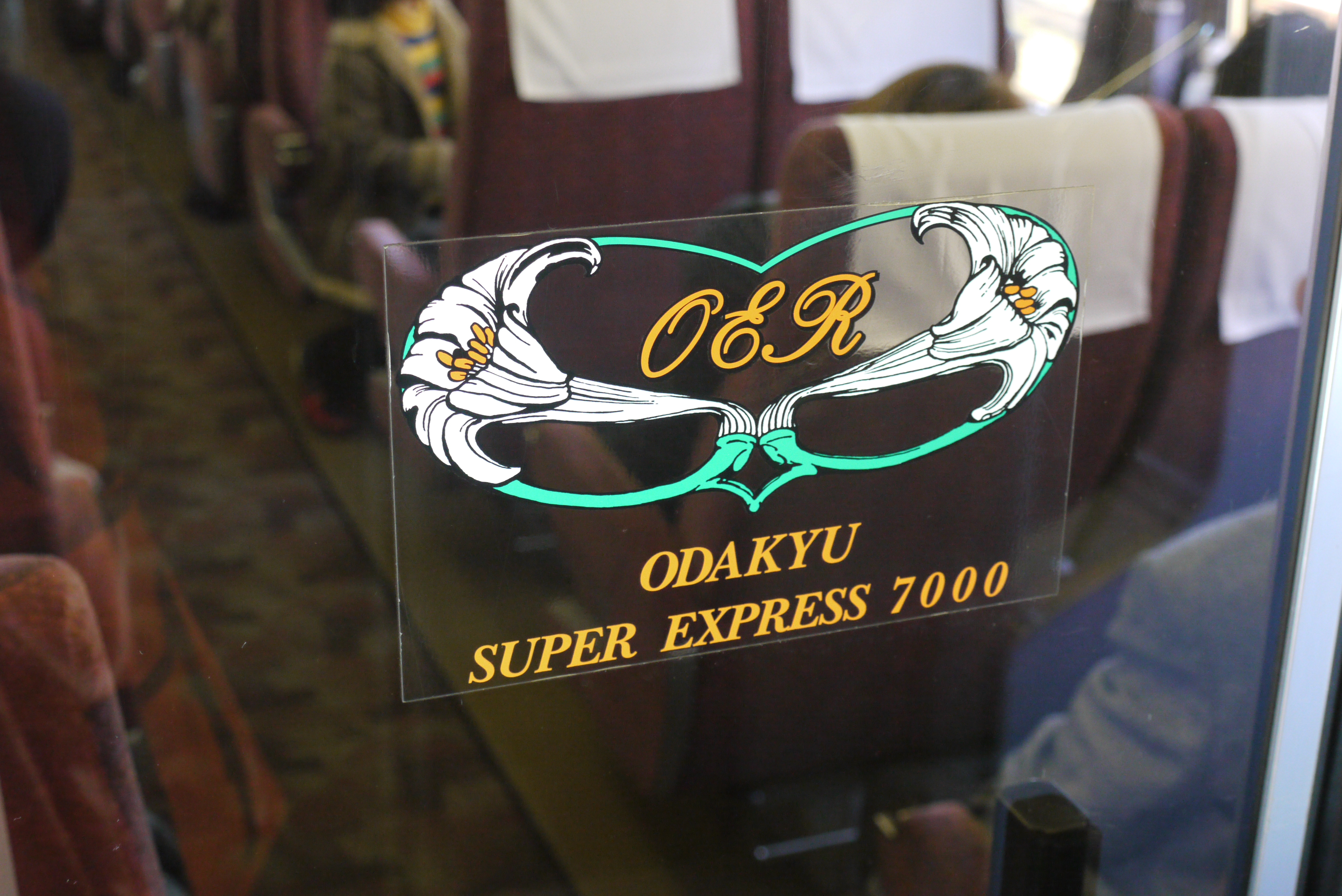
かつて小田急ロマンスカーで使用されていたヤマユリのシンボルマーク（7000形(LSE)、車内の自動ドア）

## 歴史

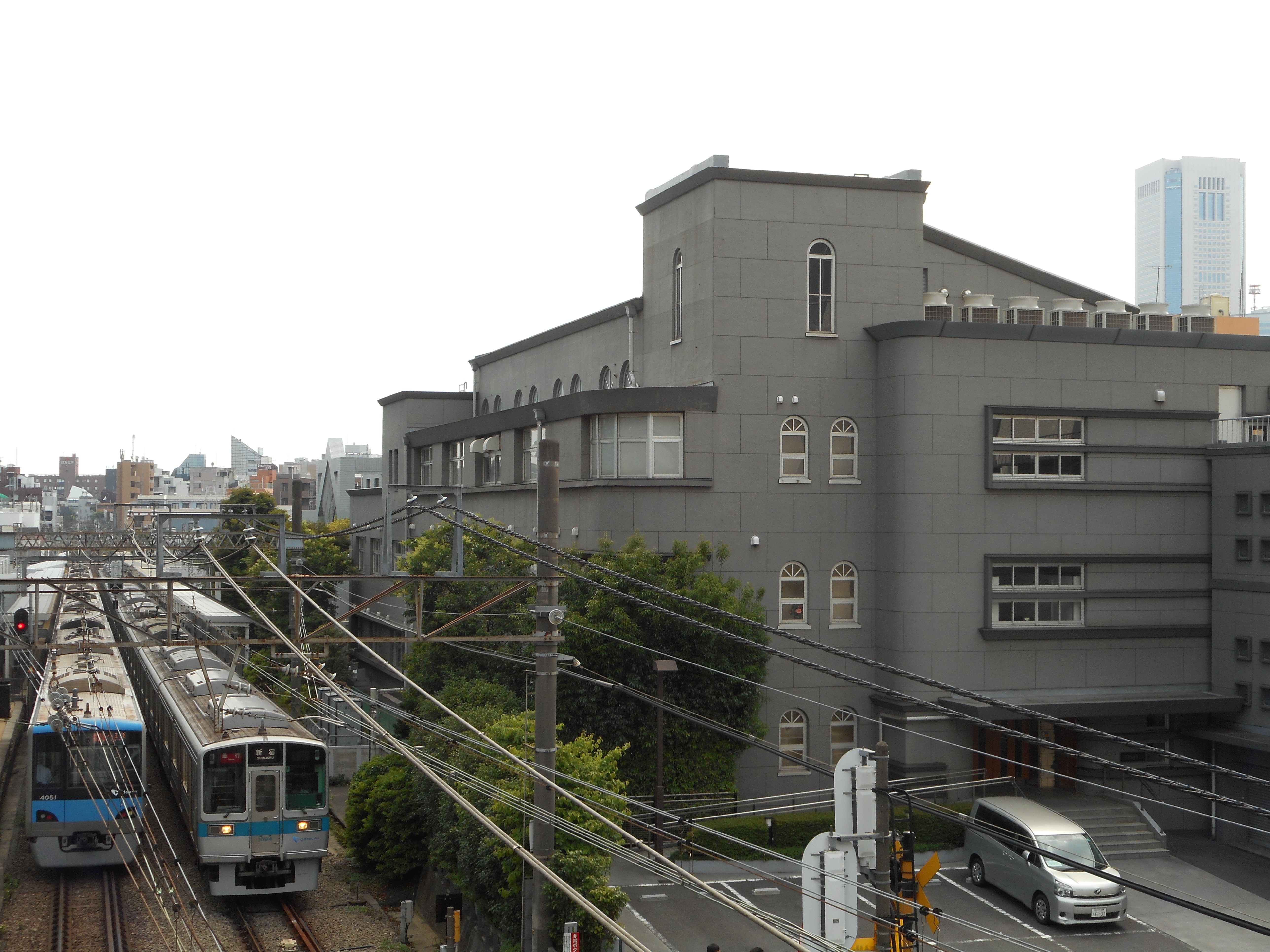
南新宿駅の近くに残る旧本社社屋（現・小田急南新宿ビル）。商業登記上の本店所在地である。

戦前の小田急は、星亨の側近利光鶴松が経営した電力資本・鬼怒川水力電気を親会社としていた。同社は明治43年（1910年）に資本金1350万円で設立された会社で、取締役社長に利光鶴松、専務取締役に小林清一郎、常務取締役に大塚常次郎が就き、取締役には後藤勝造、吉田幸作、藤江章夫、岩下清周、大田黒重五郎、安藤保太郎、渡辺亨、監査役に平沼専蔵、白杉政愛、木村省吾、須田宣が名を連ねた。
利光は郊外鉄道の将来性に着目し、東京市内の地下鉄網「東京高速鉄道」、山手線を外周する「東京山手急行電鉄」、城西地区の開発を目的とした「渋谷急行電鉄」などを次々と企画した。結局、実現したのは小田急線と井の頭線（渋谷急行計画の後身）だけであったが、東京高速鉄道は後に五島慶太らの手により実現した。
電力国家管理に伴う日本発送電への統合で、基幹事業の電力部門を奪われた鬼怒川水力電気は小田急を合併して電鉄会社となったが、中国・山東半島での鉱業に乗り出したのが裏目に出て同社の経営を圧迫した。そのため、利光は一切の事業を東京横浜電鉄の五島に移譲し、吸収合併されて東京急行電鉄（いわゆる大東急）となった。このため企業乗っ取りの歴史である大東急形成の中で、小田急だけは事情が異なるのだが、大東急解体の旗頭となったのは旧小田急関係者であった。
新生小田急は1948年6月、東京急行電鉄（東急）から6635万1000円で事業を譲り受けて発足した。この時、井の頭線は東急から京王帝都電鉄（現・京王電鉄）に移管され分離したが、その代わりに戦前は無関係であった箱根登山鉄道（現・小田急箱根）と元来は東京横浜電鉄の関連会社であった神奈川中央交通を東急から譲受して系列会社とした。また、やはり戦前は無関係だった江ノ島電鉄の持株の一部も東急から譲受し、後に買い増しを行い系列下に収めている。
他方で1951年には、東急の五島の指示で相模鉄道の株を大量に買い増して、筆頭株主（持株比率 約30%）になるという事象も発生した。相模鉄道が株式の第三者割り当てによる敵対的買収の阻止を行ったため、買収に至ることはなかった。また相模鉄道は公正取引委員会に審査を申し立て、1951年（昭和26年）9月12日に「小田急電鉄が相模鉄道の株を買い占める行為は、はなはだしく競争を制限する行為であるため、小田急が所有する相鉄の株式をただちに放出しなければならない。」という趣旨の裁定が下された。また10月には事態収拾のために国鉄総裁の長崎惣之助が仲裁に乗り出し、長崎と相模鉄道・小田急電鉄の3者間で、3カ条の覚書が交わされ、手打ちとなった。これら経緯から、今でも小田急は相模鉄道の純粋持株会社である相鉄ホールディングスの大株主となっている。その後、徐々に株式の売却を進め、2021年（令和3年）3月12日の株式の売却により筆頭株主から外れ、2022年3月時点の持株比率は4.39%（約430万株）となっている。小田急自身も相模鉄道を関連企業とはみなしていないことから、一般に相模鉄道は小田急グループには含まれていない。
近年、犬猿の仲と称された西武鉄道と営業資産の協力関係、共通商品の開発に乗り出して功を奏している。箱根地区を巡る西武鉄道グループとの確執については「箱根山戦争」の項を参照。
各ダイヤ改正の詳細は「小田急電鉄のダイヤ改正」を、下記年表にある車両基地等の新設・廃止は「小田急電鉄の車両検修施設」をそれぞれ参照。

### 年表
- 1910年（明治43年）10月1日 鬼怒川水力電気株式会社[22]創立。
- 1922年（大正11年）5月29日 東京高速鉄道に対して鉄道免許状下付（東京市四谷区新宿三丁目-神奈川県足柄下郡小田原町間）[23]（東京メトロ銀座線の一部となった五島慶太による東京高速鉄道とは別）。
- 1923年（大正12年）5月1日 [24]小田原急行鉄道株式会社[25] 創立。資本金1350万円。取締役社長に利光鶴松が就任。本社事務所を東京丸の内の三菱仲3号館に開設。小田原急行鉄道の社紋

小田原急行鉄道の社紋

- 1926年（大正15年）10月4日 鉄道免許状下付（神奈川県高座郡大野村-同郡藤沢町間）[26]
- 1927年（昭和2年）
  - 1月15日 小田原急行土地株式会社を合併。資本金3000万円[27]。
  - 4月1日 一部単線で小田原線全線を開業[28]。初乗旅客運賃は大人5銭、小児3銭。新宿駅 - 小田原駅間の運賃は1円36銭[27]。当時の駅数は38駅。同時に向ヶ丘遊園地を開園[27]。
  - 6月14日 稲田登戸駅（現・向ヶ丘遊園駅） - 向ヶ丘遊園地間で豆汽車を開業[27]。
  - 10月15日 小田原線の全線複線開通。急行運転を開始する[27]。
  - 12月27日 本社社屋（現・小田急南新宿ビル）落成。本社事務所移転[27]。
  - 12月27日 鉄道免許状下付（高座郡藤沢町大字鵠沼-鎌倉郡川口村字片瀬間）[29]
- 1929年（昭和4年）
  - 4月1日 江ノ島線全線開業。当時の駅数は13駅[30]。新宿駅 - 片瀬江ノ島駅間の運賃は95銭[27]。
  - 11月 南林間都市の土地分譲事業開始。
- 1930年（昭和5年）11月14日 相模厚木駅（現・本厚木駅） - 東北沢駅間にて砂利輸送開始[27]。
- 1934年（昭和9年）11月1日 砂利採取販売開始[27]。前後して砂利軌道を敷設（1955年頃廃止）。
- 1935年（昭和10年）6月1日 新宿駅 - 小田原駅間ノンストップの週末温泉特急運行開始[27]。
- 1936年（昭和11年）9月21日 - 南武鉄道（現・JR東日本南武線）と砂利輸送列車の相互乗り入れを開始[27]。
- 1938年（昭和13年）
  - 4月1日 通行税改定に伴う旅客運賃改定。51キロ以上移動をした場合に限り、通行税2銭が運賃に加算される[27]。
  - 6月1日 バス事業開始。士官学校前駅（現・相武台前駅） - 南林間都市駅（現・南林間駅）間、士官学校前駅 - 新磯 - 新戸間、士官学校前駅 - 陸士正門前間、相模原駅（現・小田急相模原駅） - 陸軍第三病院間の計4路線開設[27]。
- 1940年（昭和15年）
  - 4月1日 通行税改定に伴う旅客運賃改定。41キロ以上81キロ未満移動をした場合は、通行税2銭が、81キロ以上移動した場合は、通行税15銭が運賃に加算される[27]。
  - 5月1日 帝都電鉄を合併して帝都線（現・京王井の頭線）を加える。資本金4280万円[27]。
- 1941年（昭和16年）
  - 3月1日 親会社に当たる鬼怒川水力電気株式会社への合併に伴い、小田原急行鉄道株式会社解散。鬼怒川水力電気株式会社は小田急電鉄株式会社と改称して新発足。資本金8780万円、取締役社長に利光鶴松が就任[27]。
  - 6月28日 利光鶴松取締役社長辞任。翌7月4日、利光学一が就任[27]。
  - 9月20日 利光学一取締役社長辞任。五島慶太が就任[27]。
  - 10月1日 電力設備一切を日本発送電株式会社へ譲渡し、発送電事業から撤退[27]。
- 1942年（昭和17年）
  - 4月1日 通行税改定に伴う旅客運賃改定。41キロ以上81キロ未満移動をした場合は、通行税5銭が、81キロ以上移動した場合は、15銭が運賃に加算される[27]。
  - 5月1日 陸上交通事業調整法の趣旨に則り、東京横浜電鉄に京浜電気鉄道と共に吸収合併され、東京急行電鉄株式会社（大東急）となり、小田急電鉄株式会社解散[27]。局制を敷き、新宿営業局の所管となる。帝都線を井の頭線と改称。
- 1944年（昭和19年）
  - 4月1日 旅客運賃改定。初乗旅客運賃は大人10銭、小児5銭。同時に、通行税が改定され、21キロ以上キロ当たり5厘の通行税が運賃に加算される[27]。
  - 5月31日 陸上交通事業調整法により、京王電気軌道も東京急行電鉄に統合される[27]。
- 1945年（昭和20年）
  - 3月14日 営業局を廃止して管理部制を実施。新宿管理部の所管となる、
  - 4月1日 旅客運賃改定。初乗旅客運賃は変わらず。
  - 6月 井の頭線が渋谷管理部の所管になる。
- 1946年（昭和21年）
  - 3月1日 旅客運賃改定。初乗旅客運賃は大人20銭、小児10銭に。
  - 8月1日 管理部制を廃止して支社制を実施。新宿支社の所管となる。
- 1947年（昭和22年）
  - 3月1日 旅客運賃改定。初乗旅客運賃は大人50銭、小児30銭に。
  - 7月7日 旅客運賃改定。初乗旅客運賃は大人1円、小児50銭に。
- 1948年（昭和23年）
  - 5月18日 旅客運賃改定。初乗旅客運賃は大人2円、小児1円に。
  - 6月1日 東京急行電鉄から分離し、京王帝都電鉄（現・京王電鉄）、京浜急行電鉄と共に小田急電鉄株式会社として再発足。資本金1億円。その際、井の頭線は京王帝都電鉄の所属になる。同時に箱根登山鉄道（現・箱根登山バス）と神奈川中央乗合自動車（現在の神奈川中央交通）を関係会社に加える。
  - 7月18日 旅客運賃改定。初乗旅客運賃は大人3円、小児2円に。同時に、通行税が改定され、キロ当たり運賃の2割が加算される。
  - 10月16日 復興整備車により、戦後初めて新宿駅 - 小田原駅間のノンストップ特急運転開始。
  - 10月 新宿駅西口に案内所（現在のロマンスカー営業センター）開設。
- 1949年（昭和24年）
  - 2月16日 運転整理指令所を経堂に開設。
  - 5月 東京証券取引所に上場。
  - 5月5日 旅客運賃改定。初乗旅客運賃は大人5円、小児3円に。
  - 9月17日 特急列車の毎日運行開始。それに伴い初の特急専用車として1910形が就役。
- 1950年（昭和25年）
  - 3月25日 向ヶ丘遊園の豆汽車、豆電車として再開。
  - 4月1日 通行税廃止に伴う、旅客運賃改定。初乗旅客運賃は変わらず。
  - 5月12日 旅客運賃改定。初乗旅客運賃は変わらず。
  - 8月1日 箱根登山鉄道鉄道線箱根湯本駅乗り入れ開始。
- 1951年（昭和26年）
  - 2月1日 本格的ロマンスカーとして1700形が就役。
  - 2月2日 バス事業廃止許可（南林間駅 - 相武台前駅、相武台前駅 - 新磯・新戸・陸士正門前 - 相武台前駅循環）[31]
  - 6月19日 バス事業廃止許可（小田急相模原駅 - 国立病院間）[32]
  - 7月28日 向ヶ丘索道線（空中ケーブルカー）運転開始。
  - 8月20日 特急列車の全席指定制が導入される。
  - 11月1日 旅客運賃改定。初乗旅客運賃は大人10円、小児5円に。
  - 12月1日 砂利事業を小田急砂利株式会社（後の小田急建材株式会社、1987年3月1日解散）へ譲渡。
- 1952年（昭和27年）4月1日 向ヶ丘遊園が有料となる。
- 1953年（昭和28年）
  - 1月15日 旅客運賃改定。初乗旅客運賃は変わらず。
  - 4月1日 江ノ島鎌倉観光（現在の江ノ島電鉄）を関係会社に加える。
- 1954年（昭和29年）9月10日 立川バスを関係会社に加える。
- 1955年（昭和30年）
  - 3月28日 国際観光を関係会社に加える。
  - 10月1日 松田駅 - 新松田駅間連絡線開通により、国鉄御殿場線直通準急列車 「銀嶺（ぎんれい）」「芙蓉（ふよう）」の運行を開始。
- 1957年（昭和32年）
  - 2月12日 大山観光電鉄を関係会社に加える。
  - 4月12日 経堂鉄道教習所が、運輸大臣指定動力車操縦者養成所として認可される。
  - 6月22日 ロマンスカー3000形「SE」車就役。
- 1958年（昭和33年）
  - 5月23日 向ヶ丘遊園に「ばら苑」を開設。
  - 6月20日 ロマンスカー3000形「SE」車が第1回鉄道友の会ブルーリボン賞を受賞。
- 1959年（昭和34年）
  - 1月29日 旅客運賃改定。初乗旅客運賃は変わらず。
  - 5月20日 初の無人変電所となる足柄変電所を開設。
- 1960年（昭和35年）9月7日 箱根ロープウェイ 大涌谷駅 - 桃源台駅間開通に伴い、箱根ゴールデンコースが完成。箱根ゴールデンコース（1960年開業）
- 1961年（昭和36年）
  - 4月1日 極超短波無線中継線全線完成。
  - 7月21日 鵠沼プールガーデン開業。
- 1962年（昭和37年）

箱根ゴールデンコース（1960年開業）

  - 10月19日 大野工場開設。経堂・相武台の両工場を閉鎖。
  - 11月1日 旅客運賃改定。初乗旅客運賃は変わらず。
- 1963年（昭和38年）3月16日 ロマンスカー3100形「NSE」就役。
- 1964年（昭和39年）
  - 2月17日 新宿駅改良工事完成。小田急初の地上・地下の2層式の駅となる。
  - 11月5日 急行列車の8両編成運転を開始する。
  - 11月7日 社内電話の全線自動化完成。
- 1966年（昭和41年）
  - 1月20日 旅客運賃改定。初乗旅客運賃は大人20円、小児10円に。
  - 4月1日 全ての特急列車の列車無線使用開始。
  - 4月23日 向ヶ丘遊園モノレール線開業。
  - 7月31日 喜多見 - 多摩 - 津久井郡城山町（現・相模原市緑区） 地方鉄道敷設免許（構想路線）[27][注釈 2]。
- 1967年（昭和42年）
  - 3月5日 「箱根フリーパス」発売開始[27]。
  - 11月6日 新宿駅 - 向ヶ丘遊園駅間などの各駅停車および準急列車の大型（20m車両）6両編成運転開始[27]。
  - 11月21日 新宿西口駅ビル完成[27]。
  - 12月14日 喜多見 - 多摩間の免許廃止、百合ヶ丘 - 多摩間の鉄道敷設認可[27][注釈 3]。
  - 12月14日 向ヶ丘索道線（空中ケーブルカー）廃止。
- 1968年（昭和43年）
  - 3月1日 大野給電所新設に伴い、全変電所の集中制御を開始。
  - 7月1日 国鉄御殿場線の電化に伴い、気動車の運行を廃止し、ロマンスカー3000形「SE」短縮改造車による乗り入れ開始。
- 1969年（昭和44年）
  - 6月 新宿 - 桃源台および新宿 - 元箱根間で自動車業営業を開始。
  - 7月16日 ATS施設工事完成に伴い、全線で使用開始。
- 1970年（昭和45年）
  - 4月1日 小田急花鳥山脈が開業。
  - 8月 向ヶ丘遊園駅 - 生田駅間に初のロングレール（800m軌条）施設。
  - 10月5日 旅客運賃改定。初乗旅客運賃は大人30円、小児15円に。自動改札機を玉川学園前駅に試験導入。
- 1971年（昭和46年）4月16日 東海自動車を傘下に収める。
- 1972年（昭和47年）12月18日 海老名電車基地開設。
- 1973年（昭和48年）
  - 5月 全線の踏切に保安設備を設置。小田急における第4種踏切の消滅。
  - 9月8日 運輸指令所を相模大野に移設。
- 1974年（昭和49年）
  - 4月16日 全列車の列車無線使用開始。
  - 6月1日 多摩線 新百合ヶ丘駅 - 小田急永山駅間開業。5駅開設。初乗旅客運賃は多摩線内に限り、大人40円、小児20円に。
  - 7月20日 旅客運賃改定。小田原線・江ノ島線は初乗旅客運賃が大人40円、小児20円に。多摩線は変わらず。
  - 11月15日 小田急御殿場ファミリーランド開業。
- 1975年（昭和50年）新宿駅の近くにある小田急明治生命ビル（現・小田急明治安田生命ビル）

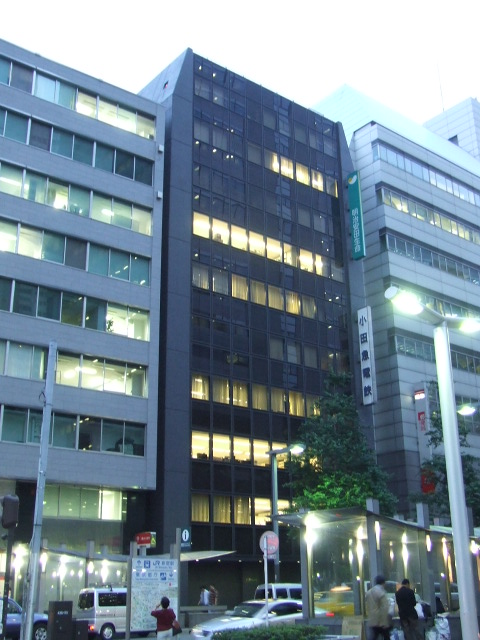
新宿駅の近くにある小田急明治生命ビル（現・小田急明治安田生命ビル）

  - 4月23日 多摩線が小田急多摩センター駅まで延伸。
  - 8月18日 本社事務所を新宿駅西口の小田急明治生命ビル（現・小田急明治安田生命ビル）に移転。
  - 12月13日 旅客運賃改定。初乗旅客運賃は大人60円、小児30円に。
- 1976年（昭和51年）10月28日 小田急箱根アスレチックガーデン開業。
- 1977年（昭和52年）7月1日 新宿駅 - 本厚木駅間の急行10両運転開始。
- 1978年（昭和53年）3月31日 営団地下鉄（現・東京地下鉄）千代田線との相互直通運転開始。同時に準急10両運転開始。
- 1979年（昭和54年）
  - 1月8日 旅客運賃改定。初乗旅客運賃は小田原線・江ノ島線が大人70円、小児40円、多摩線が大人80円、小児40円に。
  - 2月27日 高速バスと特急券の座席予約・販売にオンラインシステムを導入。
  - 4月1日 「江ノ島・鎌倉フリーパス」発売開始（江ノ島線開業50周年を記念したもの）。
- 1980年（昭和55年）12月27日 ロマンスカー7000形「LSE」就役。
- 1981年（昭和56年）
  - 5月6日 旅客運賃改定。初乗旅客運賃は小田原線・江ノ島線が大人80円、小児40円、多摩線が大人100円、小児50円に。
  - 9月18日 ロマンスカー7000形「LSE」が鉄道友の会ブルーリボン賞を受賞。
- 1982年（昭和57年）
  - 4月1日 新宿駅改良工事が完成し、全面使用開始。
  - 7月12日 箱根登山線に大型（20m車）6両編成乗り入れ開始。
- 1984年（昭和59年）
  - 1月25日 旅客運賃改定。初乗旅客運賃は小田原線・江ノ島線が大人90円、小児50円、多摩線が大人110円、小児60円に。
  - 3月21日 全線の荷貨物営業を廃止。
  - 11月6日 「南伊豆フリーパス」発売開始。
- 1985年（昭和60年）7月20日 「丹沢・大山フリーパス」発売開始。
- 1986年（昭和61年）10月4日 ロマンスカーに車内電話を設置。
- 1987年（昭和62年）
  - 7月1日 全てのロマンスカーに禁煙車を設置。
  - 10月1日 全駅で、朝7時 - 9時30分・夕方17時 - 19時30分の間を「禁煙タイム」とし、一部時間の駅構内禁煙化が行われる。
  - 12月23日 ロマンスカー10000形「HiSE」就役。
- 1988年（昭和63年）
  - 3月22日 ステンレスカー・VVVF制御車1000形就役。各駅停車の8両運転開始。
  - 5月18日 特定都市鉄道整備積立金制度の適用により、旅客運賃改定。初乗旅客運賃、小田原線・江ノ島線は、大人100円、小児50円。多摩線は、大人120円、小児60円に。
  - 10月1日 プリペイドカード「ロマンスカード」発売開始。
- 1989年（平成元年）
  - 4月1日 消費税の導入により、旅客運賃改定。初乗旅客運賃は変わらず。
  - 7月20日 小田原線喜多見駅 - 和泉多摩川駅間複々線化工事着工。
- 1990年（平成2年）
  - 3月27日 多摩線が唐木田駅まで延伸[33]。
  - 4月20日 『小田急時刻表』創刊。
- 1991年（平成3年）
  - 1月16日 自動改札システムを暫定的に新宿駅西口地下、百合ヶ丘駅、愛甲石田駅に設置[34]。
  - 3月16日 「土休日ダイヤ」導入。ロマンスカー20000形「RSE」就役。同時に東海旅客鉄道（JR東海）御殿場線と相互直通運転を開始[35]。
  - 11月20日 旅客運賃改定。初乗旅客運賃は小田原線・江ノ島線が大人110円、小児60円、多摩線が大人120円、小児60円に。
- 1992年（平成4年）
  - 3月28日 全通勤型車両にシルバーシート設置[36]。
  - 5月21日 「西伊豆フリーパス」と「中伊豆フリーパス」発売開始。
- 1993年（平成5年）5月1日 全駅で終日禁煙を実施（ただし、喫煙コーナーは設置）[37]。
- 1994年（平成6年）
  - 3月27日 喜多見電車基地使用開始。経堂電車基地は閉鎖。
  - 12月20日 小田原線世田谷代田駅 - 喜多見駅間の複々線化工事着工。
- 1995年（平成7年）9月1日 旅客運賃改定。初乗旅客運賃は小田原線・江ノ島線が大人130円、小児70円、多摩線が大人140円、小児70円に。窓口端末更新開始。
- 1996年（平成8年）
  - 3月23日 ロマンスカー30000形「EXE」就役。
  - 7月15日 小田急ボイスセンター開設（2004年12月に「小田急お客様センター」へ改称）。
  - 10月1日 公式サイト「online Odakyu」開設。
- 1997年（平成9年）
  - 3月1日 全駅に自動改札機設置完了[38][39]。
  - 4月1日 消費税率引き上げに伴い、旅客運賃改定。初乗旅客運賃は変わらず。
  - 6月23日 小田原線喜多見駅 - 和泉多摩川駅間複々線化完成、使用開始[39]。
  - 9月1日 小田原線開業70周年記念列車「ゆめ70」運行開始[40]。
  - 11月24日 小田急箱根アスレチックガーデン閉鎖。
  - 12月28日 旅客運賃改定。初乗旅客運賃は変わらず[41]。
- 1998年（平成10年）
  - 3月8日 小田急花鳥山脈が閉鎖[42]。
  - 3月15日 従来無表示であった各駅停車の種別表示（各停）を開始[43]。
  - 3月21日 全線の踏切が第1種甲踏切となる。
  - 8月22日 全線急行10両運転開始[44]。
- 1999年（平成11年）
  - 4月1日 フェアースルーシステム（不正乗車防止システム）導入。
  - 7月17日 特急列車の乗車改札を廃止。
  - 9月5日 「小田急御殿場ファミリーランド」閉鎖。
- 2000年（平成12年）
  - 2月13日 向ヶ丘遊園モノレール線運行休止（2001年2月1日に廃止）。
  - 8月頃 全駅・全小田急トラベルで窓口端末更新終了。および、特急券の全磁気化完了（一部除く）。
  - 9月3日 鵠沼プールガーデン閉鎖[45]。
  - 10月14日 共通乗車カードシステム「パスネット」導入。
  - 小田原線開業70周年記念列車「ゆめ70」運行終了[46]。
- 2001年（平成13年）
  - 4月1日 バス事業を小田急箱根高速バスに分社化。
  - 7月15日 特急チケットレス乗車サービス「ロマンスカー@クラブ」導入[47]。
  - 9月28日 大原さやかによる駅自動放送を登戸駅を皮切りに 、新宿・小田原・唐木田・藤沢・片瀬江ノ島の各駅を除く下り線全駅に導入するものの、2004年に順次終了[48]。
  - 10月27日 公式サイトからの特急券予約サービス開始[49]。
- 2002年（平成14年）
  - 1月15日 一般認定鉄道事業者に認定される。
  - 3月23日 湘南急行・多摩急行新設。
  - 10月15日 日本鉄道賞表彰選考委員会により、「第1回日本鉄道賞 情報化への貢献部門 日本鉄道賞表彰選考委員会特別賞」を受賞。
- 2003年（平成15年）
  - 3月30日 小田原駅改良工事（橋上駅舎化）が完成し、使用開始。および、特急列車の座席番号方式変更。この日から窓口端末を全駅・全小田急トラベルで更新。
  - 5月1日 全駅の全面禁煙化実施[50]。
  - 8月1日 箱根登山鉄道（現・小田急箱根）を完全子会社化。
- 2004年（平成16年）
  - 10月1日 箱根地区の事業各社を統括する持株会社小田急箱根ホールディングス発足。
  - 12月11日 湘南急行を廃止し、快速急行・区間準急新設。同日、「小田急東京メトロパス」発売開始。
- 2005年（平成17年）
  - 3月19日 ロマンスカー50000形「VSE」就役。サルーン席の営業を開始。
  - 3月20日 旅客運賃改定[51]。初乗旅客運賃は大人120円、小児60円に[51]。従来あった多摩線加算運賃制度は廃止[51]。なお、定期運賃は同年4月1日に改正[51]。
  - 6月 創業一族の利光國夫が有価証券偽造報告の責任を取り会長兼グループ最高経営責任者 (CEO) を辞任。
  - 8月12日 ロマンスカー10000形「HiSE」2編成を長野電鉄へ譲渡（長野電鉄では特急「ゆけむり」として2006年12月より運転開始）。
  - 9月30日 ケーブルテレビ事業の子会社小田急情報サービス（現・J:COMせたまち）の全株式をジュピターテレコムに譲渡。
  - 10月 小田急カード株式会社を吸収合併。
- 2006年（平成18年）
  - 1月 ロマンスカー50000形「VSE」がグッドデザイン賞を受賞。
  - 2月23日 主要13駅に自動体外式除細動器 (AED) を設置（その他の駅にも2012年4月までに全駅に順次設置）[52]。
  - 6月16日 ロマンスカー50000形「VSE」が鉄道友の会ブルーリボン賞を受賞。
  - 7月 海老名駅自由通路整備事業の工事開始。
  - 10月1日 全係員の制服を一新。駅員・乗務員は15年振り、技術係員は20年振りの変更となった。
- 2007年（平成19年）開業80周年ステッカーを運転台後に貼付した3000形

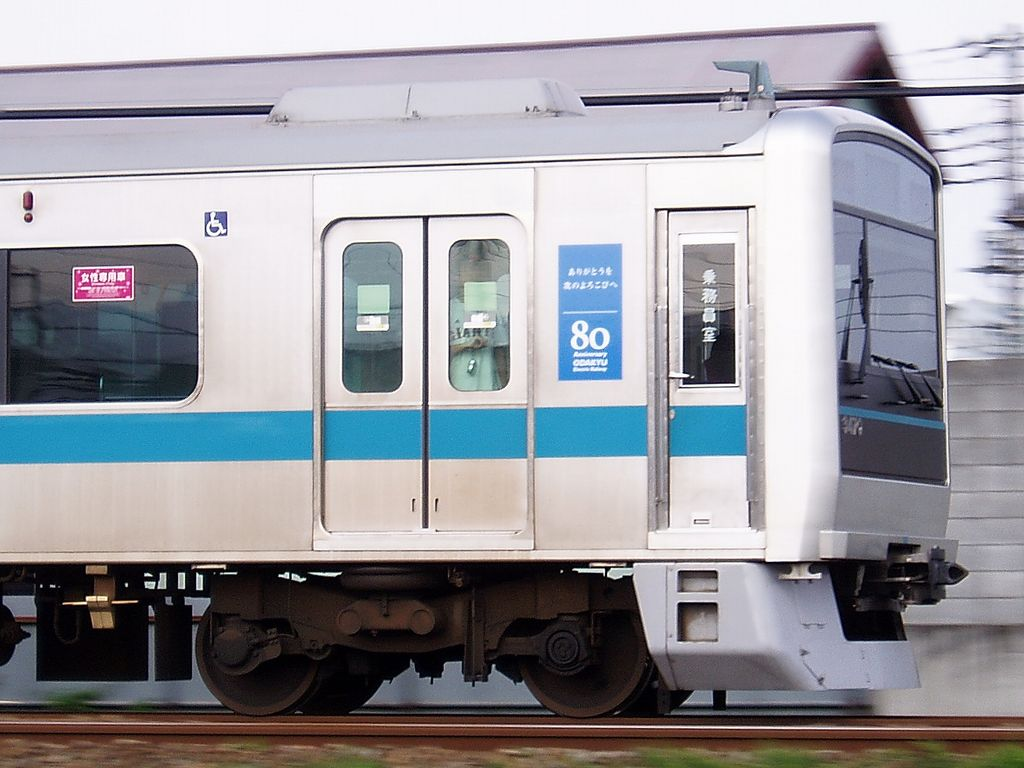
開業80周年ステッカーを運転台後に貼付した3000形

  - 3月18日 ICカード乗車券PASMOを導入[53]。同時に東日本旅客鉄道（JR東日本）などが発行するICカード乗車券Suicaと相互利用を開始[53]。ロマンスカー全面禁煙化化[54]。
  - 9月22日 東京メトロ千代田線への相互直通運転用通勤車両4000形（2代）就役。
  - 10月14日 インターネット上に小田急バーチャル鉄道博物館開館。
  - 10月15日 5分以上の遅延が発生した時に、公式サイトから遅延証明書をダウンロードができるサービスを開始。
- 2008年（平成20年）
  - 3月15日 小田急グループのブランドマークの使用開始。ロマンスカー60000形「MSE」が就役し、東京メトロ千代田線・有楽町線への乗り入れ開始。一部を除き新宿 - 小田原間の急行を10両編成化。ロマンスカーを除き、箱根登山線内を運行する車両を全て4両編成化。
  - 10月22日 全てのロマンスカーに自動体外式除細動器 (AED) の設置完了。
- 2009年（平成21年）4月1日 西武鉄道などと共に関東大手私鉄では初めてスルッとKANSAI協議会と提携。同日より同協議会と連携して資材の共同購入が実施される。
- 2012年（平成24年）3月16日 5000形（初代）・10000形「HiSE」・20000形「RSE」が運用終了。スーパーシート・グリーン席の営業を終了。
- 2013年（平成25年）3月23日 東京都市計画都市高速鉄道事業第九号線に基づき、小田原線の東北沢 - 世田谷代田間を含む区間を地下化[55]。同日、IC乗車カード全国相互利用開始によりKitaca、manaca、TOICA、ICOCA、PiTaPa、nimoca、はやかけん、SUGOCAが利用可能になる。
- 2014年（平成26年）
  - 1月 小田急グループの箱根登山鉄道・箱根ロープウェイ・箱根観光船（すべて現・小田急箱根）とともに、全駅に駅ナンバリングを順次導入[56]。
  - 4月1日 消費税率引き上げに伴い、旅客運賃改定[57]。初乗旅客運賃は切符購入の場合は大人130円、小児70円、ICカード利用の場合は1円単位となり大人124円、小児62円に。
- 2015年（平成27年）
  - 9月11日 新型自動列車停止装置 (D-ATS-P) の全線設置が完了[58]。
- 2016年（平成28年）
  - 3月26日 東京メトロ千代田線経由で小田急の車両（4000形）がJR東日本常磐緩行線に、JR東日本の車両（E233系2000番台）が小田急小田原線に、それぞれ乗り入れ開始。区間準急を廃止。
  - 9月27日 タイの首都バンコクに駐在員事務所を開設[59]。
- 2017年（平成29年）
  - 3月1日 ロマンスカー30000形をリニューアルした「EXEα」の運転開始[60]。
  - 6月7日 公式スマートフォンアプリ「小田急アプリ」(Android, iPhone) 配信開始[61]。
  - 9月10日 小田原線参宮橋駅 - 代々木八幡駅間沿線のボクシングジムで火災があり、緊急停車した本厚木発新宿行き各駅停車（3000形8両編成）の新宿側から2両目（7号車）の屋根にその火が燃え移る。乗客約300人は線路に降りて避難し、けが人なし[62]。
- 2018年（平成30年）
  - 2月1日 フランス・パリに駐在員事務所を開設[63]。
  - 2月18日 鉄道業界として初となる「プラチナくるみん認定」を取得[64]。
  - 3月3日 小田原線代々木上原駅 - 梅ヶ丘駅間が複々線化[65]。同時に登戸駅の4線化も完了し、代々木上原 - 登戸間の複々線が完成。
  - 3月17日 ロマンスカー70000形「GSE」就役[66]。JR御殿場線に乗り入れる特急ロマンスカーの愛称名を「あさぎり」から「ふじさん」に変更[67]。通勤急行・通勤準急を新設し、多摩急行を廃止。運転士・車掌・駅係員の制服を12年ぶりに刷新し、小篠ゆまデザインによる特急ロマンスカー乗務員専用の制服を使用開始[68][69][注釈 4]。
  - 7月10日 ロマンスカー7000形「LSE」が定期運用終了[70]。
- 2019年（令和元年）
  - 7月1日 国際連合の持続可能な開発目標 (SDGs) 推進のため、神奈川県と連携協定を締結[71]。
  - 10月1日 江ノ島電鉄株式会社を完全子会社化[72]。消費税率引き上げに伴い、旅客運賃改定[73]。初乗旅客運賃は切符購入の場合は変わらず、ICカード利用の場合は大人126円、小児63円に。
  - 10月7日 スマートフォン用MaaSアプリ「EMoT」（エモット）とそれを使った実証実験の計画を発表[74]。
  - 11月8日 QRコードによる運行情報サイトへの誘導を開始[75]。
  - 12月10日 地域密着型サービスプラットフォーム「ONE（オーネ）」リリース[76]。
- 2020年（令和2年）
  - 3月26日 通勤車両5000形（2代）就役[77][78]。
  - 3月31日 普通回数乗車券の販売を終了。翌4月1日より企画回数券「小田急チケット10」の発売を開始[79]。
- 2021年（令和3年）
  - 3月13日 ダイヤ改正を実施し、このダイヤ改正から冊子の「ポケット時刻表」の配布を廃止[80]。
  - 4月19日 同社初の屋内常設展示施設「ロマンスカーミュージアム」が開業[81][82]。
  - 8月6日：小田急線刺傷事件が発生。
- 2022年（令和4年）
  - 3月11日：ロマンスカー50000形「VSE」の定期運行をこの日で終了[83]。
  - 3月12日：小児運賃を一部改定し、ICカード利用時に限り全区間一律50円とする。小児通学定期乗車券も全区間一律金額に値下げ[84][85]。
  - 4月1日：「小田急おでかけポイント」導入[86]。
  - 4月4日：東京証券取引所の市場区分の見直しにより、東京証券取引所の市場第一部からプライム市場に移行。
  - 7月31日：「小田急チケット10」の販売を終了[87][86]。
- 2023年（令和5年）海老名駅の近くにあるViNA GARDENS OFFICE

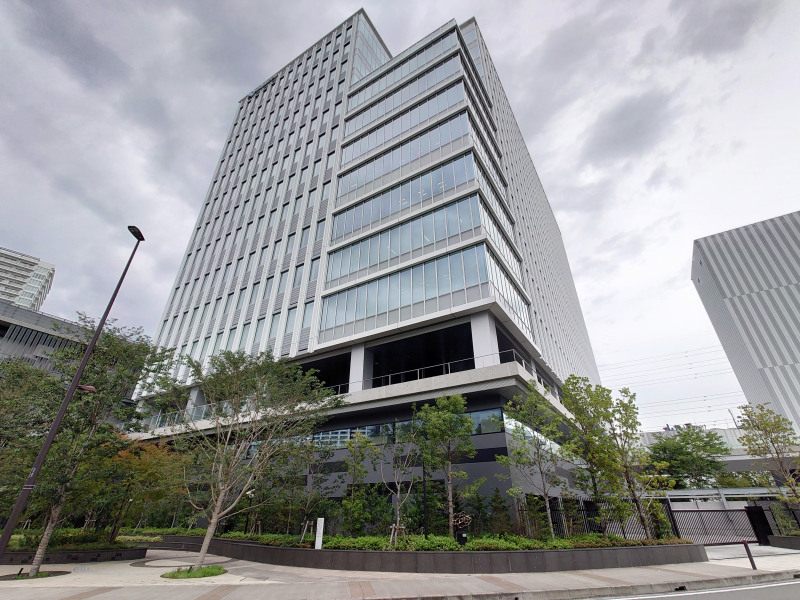
海老名駅の近くにあるViNA GARDENS OFFICE

  - 2月20日：社屋の老朽化などのため本社を移転し、海老名と新宿の2拠点体制化[88]。神奈川県海老名市めぐみ町2番2号（ViNA GARDENS OFFICE）に設置した海老名本社に交通サービス事業部を移転[89][90]、27日には経営企画本部やまちづくり事業本部が海老名本社に移転（一部部署は新宿本社に機能分割）[90]。
  - 8月21日：新宿本社の一部部署を東京都新宿区西新宿2丁目7番1号（小田急第一生命ビルディング〈現：新宿第一生命ビルディング〉）に移転、28日には新宿本社の全部署を小田急第一生命ビルディングに移転[91]。
- 2024年（令和6年）
  - 5月14日：グループコーポレートメッセージ「思う 誰かを 今日も」を策定、使用開始[92]。
- 2025年（令和7年）2月20日 - 保有する相鉄ホールディングスの普通株式4,302,500株（単元未満株式を除く保有株式全て）を売却することを決定[93][94][95]。

### 歴代社長
| 法人                    | 代 | 氏名       | 在任期間               | 出身校                     | 備考                                       |
| ----------------------- | -- | ---------- | ---------------------- | -------------------------- | ------------------------------------------ |
| 小田原急行鉄道          | 初 | 利光鶴松   | 1923年 - 1941年        | 明治法律学校               |                                            |
| 小田急電鉄 （旧法人）   | 初 | 利光鶴松   | 1941年3月20日 - 7月3日 | 明治法律学校               |                                            |
| 小田急電鉄 （旧法人）   | 2  | 利光學一   | 1941年7月4日 - 9月19日 | 東京帝国大学               | 戦後、神奈川中央交通取締役会長             |
| 小田急電鉄 （旧法人）   | 3  | 五島慶太   | 1941年9月20日 - 1942年 | 東京帝国大学法学部         | 東京横浜電鉄取締役社長                     |
| 東京急行電鉄 （大東急） | 初 | 五島慶太   | 1942年 - 1944年        | 東京帝国大学法学部         |                                            |
| 東京急行電鉄 （大東急） | 2  | 篠原三千郎 | 1944年 - 1945年        | 東京帝国大学法学部         | 東京横浜電鉄専務取締役                     |
| 東京急行電鉄 （大東急） | 3  | 平山孝     | 1945年 - 1945年        | 東京帝国大学法学部         | 鉄道省出身、運輸次官                       |
| 東京急行電鉄 （大東急） | 4  | 小宮次郎   | 1945年 - 1946年        | 東京帝国大学工科大学       | 鉄道省出身、東京横浜電鉄常務取締役         |
| 東京急行電鉄 （大東急） | 5  | 小林中     | 1946年 - 1947年        | 早稲田大学政治経済学部中退 | 日本開発銀行初代総裁                       |
| 東京急行電鉄 （大東急） | 6  | 井田正一   | 1947年 - 1948年        | 東京帝国大学法学部         | 旧京浜電気鉄道出身、京浜急行電鉄取締役社長 |
| 小田急電鉄 （現法人）   | 初 | 安藤楢六   | 1948年 - 1969年        | 東京帝国大学               | 旧小田急電鉄出身、東京急行電鉄取締役副社長 |
| 小田急電鉄 （現法人）   | 2  | 広田宗     | 1969年 - 1981年        | 東京商科大学（一橋大学）   | 三菱銀行出身                               |
| 小田急電鉄 （現法人）   | 3  | 利光達三   | 1981年 - 1991年        | 立教大学                   |                                            |
| 小田急電鉄 （現法人）   | 4  | 滝上隆司   | 1991年 - 1997年        | 早稲田大学商学部           |                                            |
| 小田急電鉄 （現法人）   | 5  | 北中誠     | 1997年 - 2003年        | 一橋大学商学部             |                                            |
| 小田急電鉄 （現法人）   | 6  | 松田利之   | 2003年 - 2005年        | 法政大学経済学部           |                                            |
| 小田急電鉄 （現法人）   | 7  | 大須賀賴彦 | 2005年 - 2011年        | 早稲田大学政治経済学部     |                                            |
| 小田急電鉄 （現法人）   | 8  | 山木利満   | 2011年 - 2017年        | 東京都立大学法学部         | 2017年5月26日から日本民営鉄道協会会長      |
| 小田急電鉄 （現法人）   | 9  | 星野晃司   | 2017年 - 2024年        | 早稲田大学政治経済学部     |                                            |
| 小田急電鉄 （現法人）   | 10 | 鈴木滋     | 2024年 -               | 慶應義塾大学経済学部       |                                            |

## 路線
小田急電鉄は以下の路線を営業している。小田急が営業している以下の路線、特に本線である小田原線は「小田急線」と呼ばれる。
| 記号 | 路線名   | 区間                        | キロ程  | 備考                        |
| ---- | -------- | --------------------------- | ------- | --------------------------- |
| OH   | 小田原線 | 新宿駅 - 小田原駅間         | 82.5 km |                             |
| OE   | 江ノ島線 | 相模大野駅 - 片瀬江ノ島駅間 | 27.6 km | 相模大野分岐点からは27.4 km |
| OT   | 多摩線   | 新百合ヶ丘駅 - 唐木田駅間   | 10.6 km |                             |

過去には以下の路線を営業していた。
- 向ヶ丘遊園モノレール線：向ヶ丘遊園駅 - 向ヶ丘遊園正門駅間 (1.1 km)
- 向ヶ丘遊園索道線：遊園正門前駅 - 見晴台駅間 (0.245 km)

また、他の鉄道路線との連絡線として「その他の営業線」で述べる松田連絡線を保有しているほか、過去には「その他の廃止線」で挙げる連絡線を保有していた。

路線図

### 現有路線

#### 小田原線

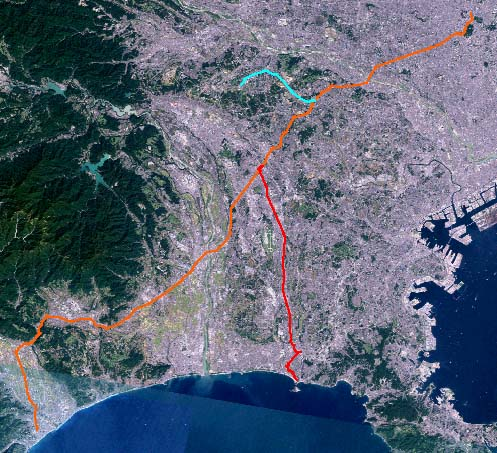
小田急電鉄路線のランドサット衛星写真。橙線が小田原線、水色線が多摩線、赤線が江ノ島線。

東京都新宿区の新宿駅から神奈川県小田原市の小田原駅までを結ぶ路線である。1927年（昭和2年）4月1日に全線開通した。東京圏の通勤路線としての性格と、有料特急ロマンスカーをはじめとする小田原・箱根方面への観光輸送の両面を持つ。
東京都区部やそれに近接する都下多摩地域・神奈川県東部を通る区間を中心にラッシュ時は混雑する。そのため、代々木上原駅 - 登戸駅間は輸送力増強および踏切解消のため連続立体交差化・複々線化事業が実施された。
若者の街として著名な下北沢、沿線有数の高級住宅街を擁する成城、大規模な住宅地および多摩地域有数の大規模繁華街を擁する町田、江ノ島線との交点であり運行の要所である相模大野、ベッドタウンとして発展している海老名市、県央地域最大の物流・産業拠点で厚木都市圏を形成している厚木市、東京都心部から行きやすく、登山者が多い大山・丹沢のある伊勢原市・秦野市や、海に面する歴史に満ちた城下町小田原を結ぶ、小田急を代表する路線である。
東京メトロ千代田線およびJR東日本常磐緩行線（常磐線各駅停車）と相互直通運転を行っており、小田急の車両は代々木上原駅から東京メトロ北綾瀬駅まで、さらに途中の綾瀬駅からJR常磐緩行線に乗り入れて、千葉県の松戸駅・柏駅・我孫子駅、茨城県の取手駅にまで足を伸ばす。2016年（平成28年）3月25日までは、小田急の車両は綾瀬駅までの運転で、東京メトロの車両のみが取手駅方面から千代田線・小田原線を経て多摩線唐木田駅へ直通運転されていたが、同年3月26日からは、小田急・東京メトロ・JR東日本の所属を問わず、関係する全ての車両（60000形およびJR東日本の209系1000番台を除く）が、小田急線・千代田線・常磐緩行線を通し運転するようになった。これにより小田急の車両が千葉県東葛地域や茨城県南地域に乗り入れることになった。
また、小田原駅から小田急箱根鉄道線（箱根登山電車）の箱根湯本駅まで特急ロマンスカーおよび一部の各駅停車（上りのみ）が乗り入れている。2008年（平成20年）3月15日のダイヤ改正以前は急行・準急列車も同線へ乗り入れていた。
特急「ふじさん」は新松田駅 - 松田駅間の連絡線（新松田駅の少し渋沢駅寄りにある）を経由して東海旅客鉄道（JR東海）御殿場線御殿場駅まで直通運転を行っている。2018年（平成30年）3月16日までは「あさぎり」の愛称で運転されていた。1991年（平成3年）3月16日から2012年（平成24年）3月16日まではJR東海、小田急電鉄の双方の車両を使用して新宿駅 - 沼津駅間で運転されていたが、同年3月17日のダイヤ改正以降は、運転区間が新宿駅 - 御殿場駅間に短縮され、小田急電鉄の車両60000形「MSE」での運転となった。なお、関東地方の私鉄では唯一、営業路線がJR2社（JR東日本・JR東海）の在来線管内の駅を直接結んでおり、乗り換えることができる（JR東日本の新宿駅、登戸駅、町田駅、厚木駅や小田原駅とJR東海松田駅で、松田駅に関しては小田急は新松田駅）。そして日本全体の私鉄路線でも自社車両が異なるJR2社に直接車両が乗り入れるのも本路線が唯一である。

#### 江ノ島線
神奈川県相模原市の相模大野駅から神奈川県藤沢市の片瀬江ノ島駅間を結ぶ路線である。正確には相模大野駅から小田原駅方の地点に小田原線との分岐点「相模大野分岐点」があり、これが運賃計算に反映されている。途中の藤沢駅は線形の都合上スイッチバック構造となっている。小田原線が開業して2年後の1929年（昭和4年）4月1日に全線開通した。
小田原線新宿駅・町田駅などから直通列車が運行されており、新宿駅から特急ロマンスカーのほか、快速急行が日中、毎時3本ほど運行されている。

#### 多摩線
神奈川県川崎市の新百合ヶ丘駅と東京都多摩市の唐木田駅を結ぶ路線である。東京メトロ千代田線と併せて東京都の都市計画9号線を実現する。
多摩ニュータウンへの連絡鉄道として建設された経緯がある。途中の小田急多摩センター駅まで開業した当時、そこより先を橋本駅まで京王相模原線と併走する計画であったが、京王相模原線と競合することや単純に旅客需要が見込めないことから取り下げ、唐木田駅を開業させ、併せて喜多見検車区唐木田出張所（唐木田車庫）を開設した。
今後は相模原市と東京都町田市が主導するかたちでJR横浜線相模原駅を経由してJR相模線上溝駅方面への延長も計画されており、相模原駅延伸への前提となる在日米軍相模総合補給廠の一部返還が事実上内定したことから実現されるかどうか注目されている。
開業当初から2002年（平成14年）までは線内折り返しがほとんどだったが、2018年（平成30年）3月17日現在は新宿直通の急行が日中に毎時3本運転されている。また、このほかに線内折り返しの各停が毎時6本運転されており、同線では最低でも毎時9本が確保されている。
急行は多摩線内では栗平駅、小田急永山駅、小田急多摩センター駅、唐木田駅に停車する。なお、以前は平日の夜間には新宿駅・北千住駅 - 唐木田駅間のロマンスカーホームウェイ・メトロホームウェイなども見られた（3本）が、2016年（平成28年）3月25日をもって多摩線内のロマンスカーの営業を終了した。2018年3月17日のダイヤ改正では、多摩急行、準急、千代田線直通の急行の廃止で、千代田線からの直通列車が下り1本のみに削減された。

#### その他の営業線
JR御殿場線へ直通運転するために、小田原線新松田駅付近から御殿場線松田駅へ向かう単線の連絡線（通称「松田連絡線」）が存在する。定期列車では特急「ふじさん」が使用する。小田急の乗務員は松田駅到着まで乗務する。
小田急や小田原駅で接続する小田急箱根と車両メーカーとの車両授受もこの連絡線を使用する（1994年（平成6年）より前までは小田原駅で行っていた）。車両メーカーとの甲種鉄道車両輸送はJR東海の御殿場線を経由して行われ、日本貨物鉄道（JR貨物）が機関車・運転士共に担当する。連絡線は小田急電鉄に属するため、JR貨物の運転士の運転は松田駅到着までであり、松田駅で小田急の運転士に交代する。列車は、そのまま連絡線を通って新松田駅まで運転を行い、機関車を切り離し単機で松田駅に戻る。小田急の運転士はこの連絡線運転のため、JR貨物で電気機関車EF65の訓練を受けており、運転の頻度は多くないものの、輸送に対応する必要に応じて2017年（平成29年）時点で小田急の全運転士の約4%にあたる23名が資格を保有している。

### 廃止路線

#### 向ヶ丘遊園モノレール線
小田原線の向ヶ丘遊園駅から向ヶ丘遊園の近くの向ヶ丘遊園正門駅までの間1.1 kmを結んでいたモノレール路線。それまでの豆電車に代わって1966年（昭和41年）に開業した。独立した運賃体系となっていたほか、日本では数少ないロッキード式モノレールだった。
向ヶ丘遊園へのアクセス路線として機能していたが、2000年（平成12年）2月13日から行われた定期検査時にモノレールの台車に疲労亀裂があることが判明したため、運転再開が見送られた。改修費用の問題および遊園地の利用客減少に伴い2001年（平成13年）2月1日に正式廃止となり、向ヶ丘遊園自体も翌2002年（平成14年）3月いっぱいで閉園した（バラ苑のみ川崎市の管理で存続）。モノレールの各施設は全て撤去されたが、川崎市により廃線跡地の遊歩道整備などが行われた。

#### その他の廃止線
- 向ヶ丘索道線：向ヶ丘遊園内で運行されていた普通索道（ロープウェイ）である。
- 新宿省社連絡線：1944年（昭和19年）8月、小田原線下り線路と国鉄中央緩行線下り線路の間に造られた連絡線。戦時中は、国鉄から小田急への車輛貸し出しに使われた線路であった。戦後は深夜1回の貨車受け渡しのほか、1951年（昭和26年）2月に小田急で行われたカルダン駆動の電車の走行テストを相武台にて実施する試験車両が、この線路を通ったほか、機材輸送のため、国鉄大井工場 - 小田急経堂工場間に配給電車や日本車輌製造蕨工場にて作られた新造車の搬入もこの線路が使われた。その後、1960年（昭和35年）2月に1100形の4両を日立電鉄へ譲渡した際に使われたのを最後に、連絡線は使われなくなり、1963年（昭和38年）7月7日に撤去となった。
- 代田連絡線：大東急時代に設置された小田原線と井の頭線を結んでいた線路。大東急解体後は、京王帝都電鉄（現・京王電鉄）所有となった。
- 南武連絡線：1935年（昭和10年）9月に小田原急行鉄道と南武鉄道（現・南武線）の間で協定が結ばれ、作られた連絡線。主に、小田急の座間駅（現・相武台前駅）にて集荷した砂利を横浜・川崎方面に輸送するために設けられた線路で、1936年（昭和11年）初頭に設けられた。連絡線は、砂利輸送を目的とするものであったが、電車のやりとりも行われた。しかし、1944年に南武鉄道が国有化され南武線となると電車のやりとりはなくなり、稲城長沼駅付近にあった弾薬庫からの輸送のため、小田急（当時は、大東急）所有の無蓋貨車がこの線路を使い貸し出され南武線を走った。戦後は、1947年（昭和22年）5月に小田急の1600形が南武線に貸し出される際に使用されるなどしたが、その後使われなくなり、1961年（昭和36年）に川崎市が市道を造成することとなったことから、1967年（昭和42年）3月、廃止された。
- 砂利軌道・砂利側線：相模川で採取した砂利を運搬するためにかつて存在していたいくつかの路線のうち、762mm軌間の2つの軌道は小田急が保有・運行（後に別会社に委託）していたものであり、座間駅（現・相武台前駅）から新磯鉱区へ至るものと、座間市新田宿付近から新田宿鉱区へ至るものであった。後に前者は相模線相武台下駅から新磯鉱区まで、後者は同じく入谷駅から新田宿鉱区までの区間に変更されている。また、螢田駅から酒匂川の河岸へ、新松田駅から川音川の河岸への砂利運搬用の側線がそれぞれ敷設されていた。

### 計画・工事路線
- 複々線化（登戸駅 - 新百合ヶ丘駅） … 運輸政策審議会答申第18号（2000年）、交通政策審議会答申第198号（2016年）にて複々線化が答申されている区間。登戸駅 - 向ヶ丘遊園駅間は川崎市の土地区画整理に合わせ整備予定とされ、2009年に上り2線・下り1線の暫定3線化が完了している。一方、向ヶ丘遊園駅 - 新百合ヶ丘駅間について小田急は「当社単独による整備は事業採算上極めて厳しい」としており[103]、着手に至っていない。
- 多摩線延伸 … 唐木田駅からJR横浜線相模原駅を経て上溝駅への延伸計画。長年、困難だと思われてきたが、相模原駅東側にある在日米軍相模総合補給廠の一部 (2ha) が鉄道・道路用地として返還されることになり、具体的な構想に至った。相模原市によると中間駅を1 - 3駅設置することを想定している。第三セクターを設立し国と県、市の3者で事業費を3分の1ずつ負担することが検討されている。運転などは小田急電鉄に委託する構想である。

### 未成路線
- 喜多見駅 - 稲城本町駅 (9.4 km) … 1967年12月14日免許失効。多摩線の当初計画[104]。
- 稲城本町駅 - 小田急多摩センター駅 (5.0 km) … 1967年12月14日免許失効[104]。
- 小田急多摩センター駅 - 城山駅 (16.7 km) … 1987年3月9日免許失効。唐木田方面への延長に変更[104]。
- 内藤新宿 - 大塚町 (14.7 km) … 1924年9月2日免許失効[104]。

## ダイヤ

小田急電鉄・路線図（箱根登山線の一部区間を含む）

2006年以降のダイヤ改正は小田原線・多摩線が東京メトロ千代田線およびJR東日本の常磐緩行線（常磐線各駅停車）と相互直通運転を行い、小田原線の特急「ふじさん」が渋沢 - 松田間の連絡線経由でJR東海の御殿場線と直通運転を行っている関係で、一部の例外を除きJRグループのダイヤ改正と同じ日程で行われている。ただし2007年・2011年は実施されず、2010年は一部列車のダイヤ修正に留まっている。2012年にはロマンスカーの使用車両および運行系統・停車駅の変更などが大きく、JRグループのダイヤ改正と同日の3月17日に3年ぶりの大規模なダイヤ改正が実施された。
現有路線の節で述べた通り、2016年3月26日のダイヤ改正では、それまで千代田線綾瀬駅までの乗り入れであった小田急の車両もJR常磐緩行線への乗り入れが開始された。小田急の車両は自社路線のある東京都や神奈川県のほか、JR御殿場線への乗り入れで静岡県にも入っているが、同日より常磐緩行線への乗り入れで千葉県や、山梨県を除く関東地方で唯一大手私鉄の路線が存在せず、乗り入れてくる大手私鉄の車両もこれまで東京メトロのみであった茨城県南地域にも入るようになり、また小田急は複数のJRグループの会社の路線に乗り入れる大手私鉄となった（これにより小田急の車両は茨城県から静岡県までの広範囲で走行することとなった）。

## 有料特急列車
小田急電鉄では、「ロマンスカー」と総称して呼ばれる有料特急列車を運行しており、系統・種類に応じて下記の愛称がある。全列車とも全座席指定で運行される。大手私鉄では近畿日本鉄道の「近鉄特急」と並ぶ看板列車であり、使用車両にブルーリボン賞受賞車が多い。

### 現在の愛称
- 「はこね」：小田原線系統の列車で、小田急箱根鉄道線に乗り入れ、箱根湯本駅まで運行する列車。
- 「スーパーはこね」：小田原線系統の列車で、新宿駅 - 小田原駅間無停車であり、箱根湯本駅まで乗り入れ運行する列車。現行ダイヤでは下りのみの設定。
- 「さがみ」：小田原線系統の列車で、小田急箱根鉄道線に乗り入れないもの。基本的には小田原駅発着だが、入出庫の都合で区間運行の列車も存在する。
- 「えのしま」：江ノ島線系統の列車。
- 「ホームウェイ」：新宿駅を18時以降に発車する下り列車。JRでの「ホームライナー」に相当し、該当する時間帯は「スーパーはこね」「はこね」「さがみ」「えのしま」系統の全ての列車がこの愛称となる。通勤時間帯での運行となるため、日中に比べ多少時間が掛かることが多い。2016年3月までは平日に限り多摩線直通の列車も存在していた。

2008年3月15日からの東京メトロ千代田線乗り入れ開始に伴い次の愛称が登場した。同時に新設された後述のベイリゾート号以外は全て頭に「メトロ」がつく。これらはすべて60000形MSEにより運転される。
- 「メトロホームウェイ」：夕方18時以降に千代田線から小田急線に乗り入れる下り列車（平日5本、土休日1本）。
- 「メトロはこね」：千代田線と箱根湯本駅間を運転する列車（平日上り1本・下り1本、土休日上り2本・下り2本）。

2018年3月17日のダイヤ改正で、次の愛称が新設された。
- 「モーニングウェイ」：午前9時30分までに新宿駅に到着する従来の「さがみ」から改称された。
- 「メトロモーニングウェイ」：午前9時30分までに千代田線大手町駅に到着する従来の「メトロさがみ」から改称された。
- 「メトロえのしま」：千代田線と江ノ島線とを結ぶ列車。「メトロはこね」と連結して土・休日に定期運行。
- 「ふじさん」：JR御殿場線に乗り入れ、御殿場駅まで運行する列車。担当車両は60000形MSE。

運行日が限定される列車
- 「ニューイヤーエクスプレス」：2001年12月31日運行開始。大晦日夜から翌年1月1日早朝（元旦）までの終夜運転に合わせて運行される臨時特急である。この列車は前身の「初詣号」の頃から明治神宮への初詣客のために、普段は各駅停車しか停まらない参宮橋駅に一部列車が停車する。

### 過去の愛称
1960年代までは1列車ごとに異なる列車愛称を与えていたため、多種多様な愛称が存在したが、1966年までに整理された（「はこね (列車)#沿革」、「えのしま (列車)#沿革」を参照）。以下では、それ以降に設定が消滅した愛称を挙げる。
- 「あしがら」：1999年に廃止。小田原線系統で箱根登山線（現在の小田急箱根鉄道線）へ乗り入れていた。「はこね」より停車駅の多い列車として設定。
- 「サポート」：1999年に「あしがら」と「さがみ」を統合して登場。2004年12月のダイヤ改正で「さがみ」の復活に伴い消滅。
- 「ベイリゾート」：2008年5月3日運行開始。土休日に小田急線と東京メトロ有楽町線新木場駅間を結ぶ臨時列車（土休日上り1本、下り1本）。2012年より運行を中止している。
- 「メトロさがみ」：2008年3月15日ダイヤ改正より設定。朝方に小田急線から千代田線に乗り入れる上り列車。2018年3月17日のダイヤ改正で新設の「メトロモーニングウェイ」に統合され、設定が無くなった。
- 「あさぎり」：JR御殿場線に乗り入れ、御殿場駅（2012年までは沼津駅）まで運行する列車。2018年3月17日のダイヤ改正で「ふじさん」に改称された。

## 車両
小田急電鉄の場合、2600形までの通勤形車両については制御装置等の英字による略称を内部用語として用いることがあり、趣味的にも流用される。また、その延長で3000形 （初代）に"Super Express(Car)"の略称である「SE」の通称を与え、以降特急形車両については内部または公募で愛称・略称が与えられている。前者は全電動車式高性能車の問題を、後者は小田急ロマンスカーを参照されたい。なお、京浜急行電鉄、京成電鉄や東京都交通局、名古屋市交通局、および阪神電気鉄道の昭和50年代までに落成した車両などと同様に「○○系（けい）」ではなく「○○形（がた）」と呼称される。また、特急形・通勤形とも固定編成を前提とした機器構成がなされているので、原則として編成替えは行われない。
技術面での評価は高く、1957年には3000形「SE車」が東海道本線にて当時の狭軌鉄道での最高速度世界記録 (145 km/h) を樹立した。その他、ブルーリボン賞、ローレル賞などの鉄道関係の賞を数多く受賞していた。しかし、近年では通勤形車両のみならず、特急形車両でも他社で実績のある技術や工法を多く取り入れ、50000形VSEを除いて独自性はない。
車両の製造メーカーは特急形が日本車輌製造と川崎重工業、通勤形は前記の2社と総合車両製作所横浜事業所（および前経営者の東急車輛製造）であったが、50000形VSE以降の特急形は日本車輌製造のみ、4000形（2代）は総合車両製作所横浜事業所（および東急車輛製造）とJR東日本新津車両製作所（現・総合車両製作所新津事業所）で製造している。車両更新・改修は車両製造メーカーまたはグループ企業の小田急エンジニアリング（過去には小田急車両工業）で施工される。制御装置の製造メーカーは60000形「MSE」までの特急形が東芝（現・東芝インフラシステムズ）、通勤形と70000形「GSE」・EXEαの特急形は三菱電機と分けられている。
火災防止のため、全ての通勤形車両で車両間にある仕切扉のドアストッパーを撤去した。また、在籍する営業用車両の集電装置は全てシングルアーム式パンタグラフを搭載している。これは大手私鉄では初めてである。
台車については、開業以来一部（ロマンスカー3000形SE車、国鉄タイプの1800形、旧型車の機器を流用した4000形 （初代）ほか）を除いて長い間住友金属工業（現・日本製鉄）製のもの（特に2200形から1000形までの新造通勤用車両やロマンスカー7000・10000・20000形はリンク式の一種であるアルストムリンク式と呼ばれる構造）が採用されていたが、ロマンスカーの50000形VSE以降は日本車輌製造製に、通勤用の3000形以降は東急車輛製造（→総合車両製作所）製に切り換えられている。ただし、新5000形は日車製のNS台車が採用されている。

### 現有車両

#### 特急形車両
- 70000形 GSE
- 60000形 MSE（東京地下鉄〈東京メトロ〉・東海旅客鉄道〈JR東海〉直通仕様特急車両）
- 30000形 EXE（2017年から「EXEα」に順次リニューアル）

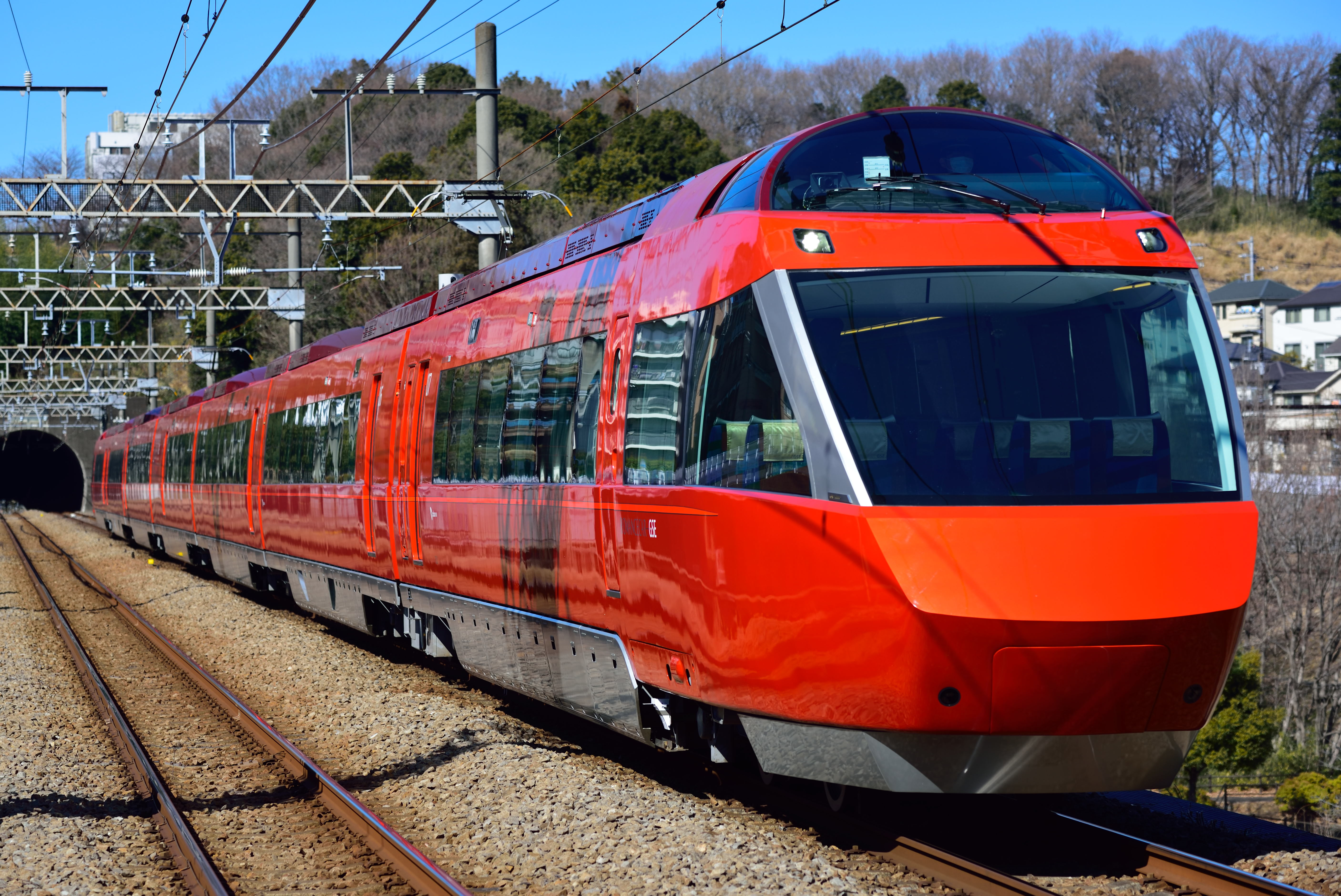
70000形 GSE
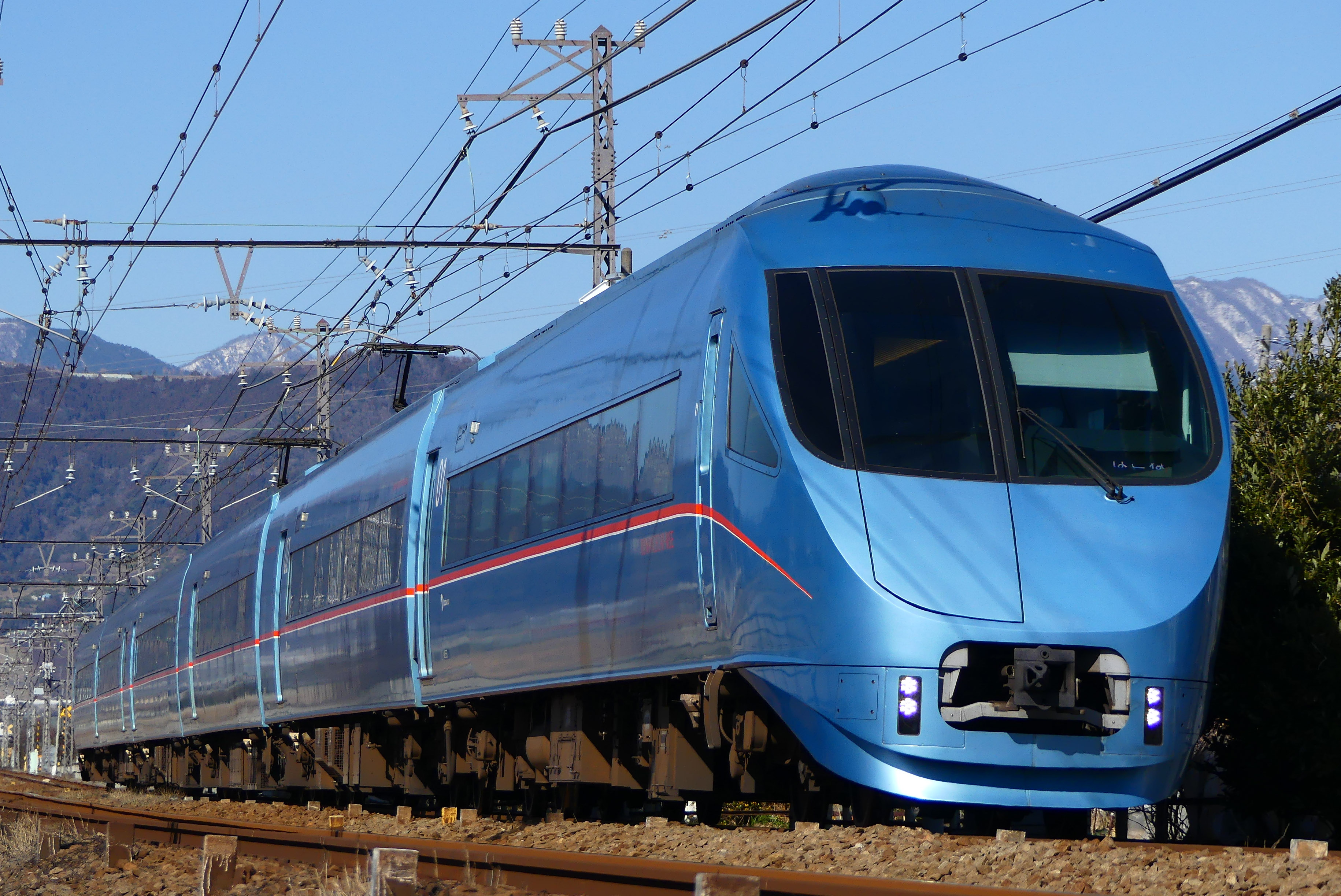
60000形 MSE
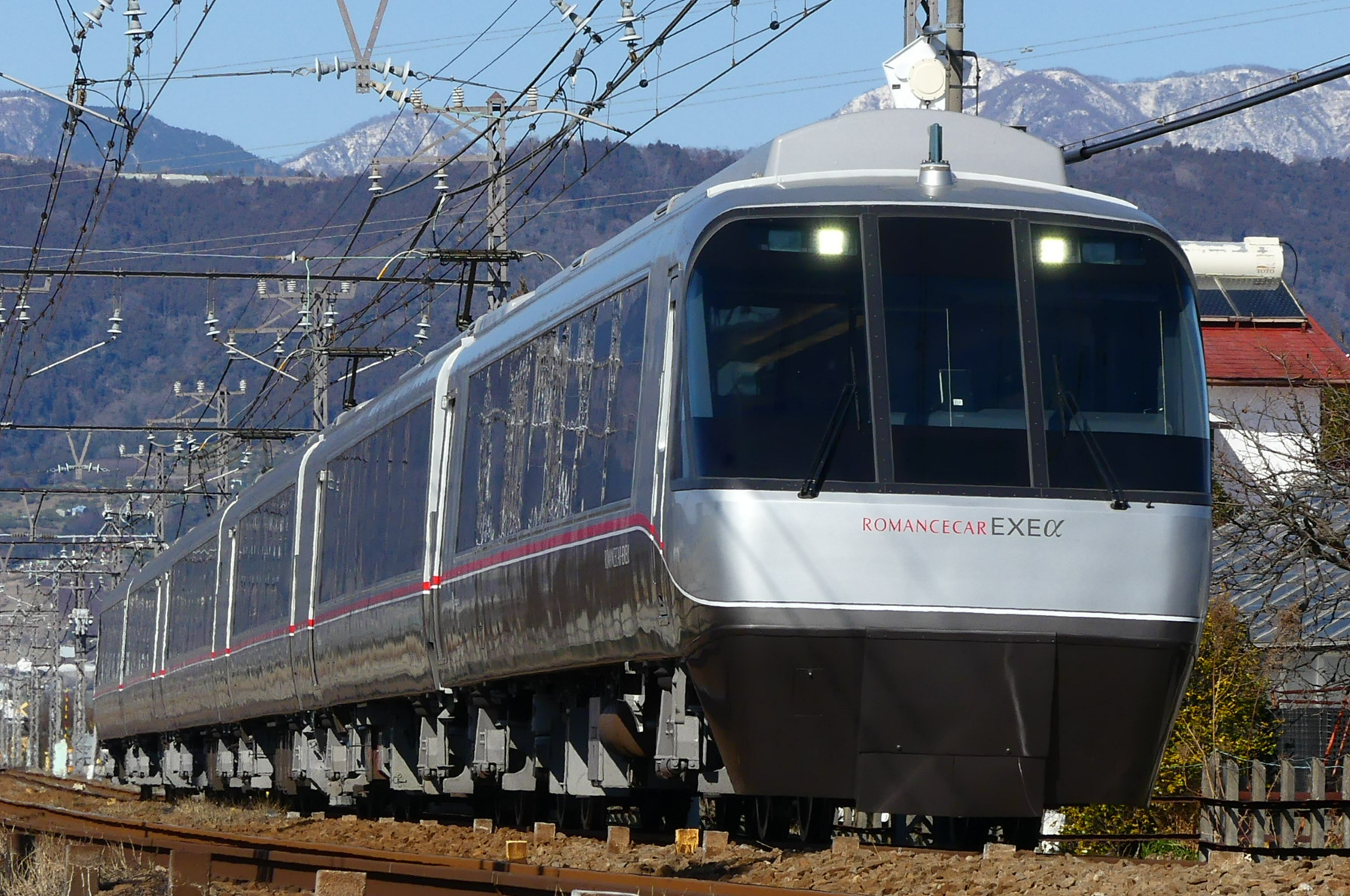
30000形 EXEα
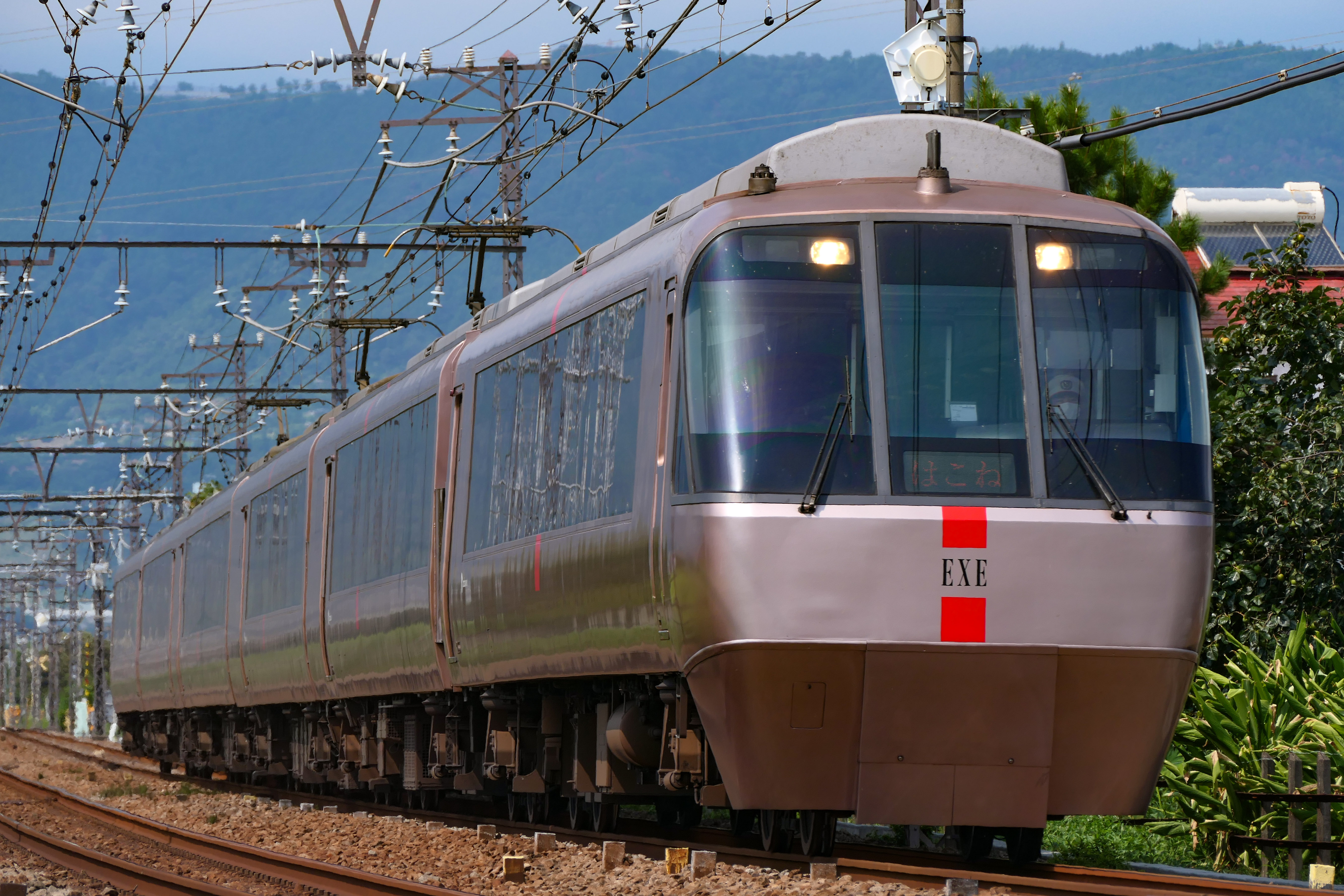
30000形 EXE

#### 通勤形車両

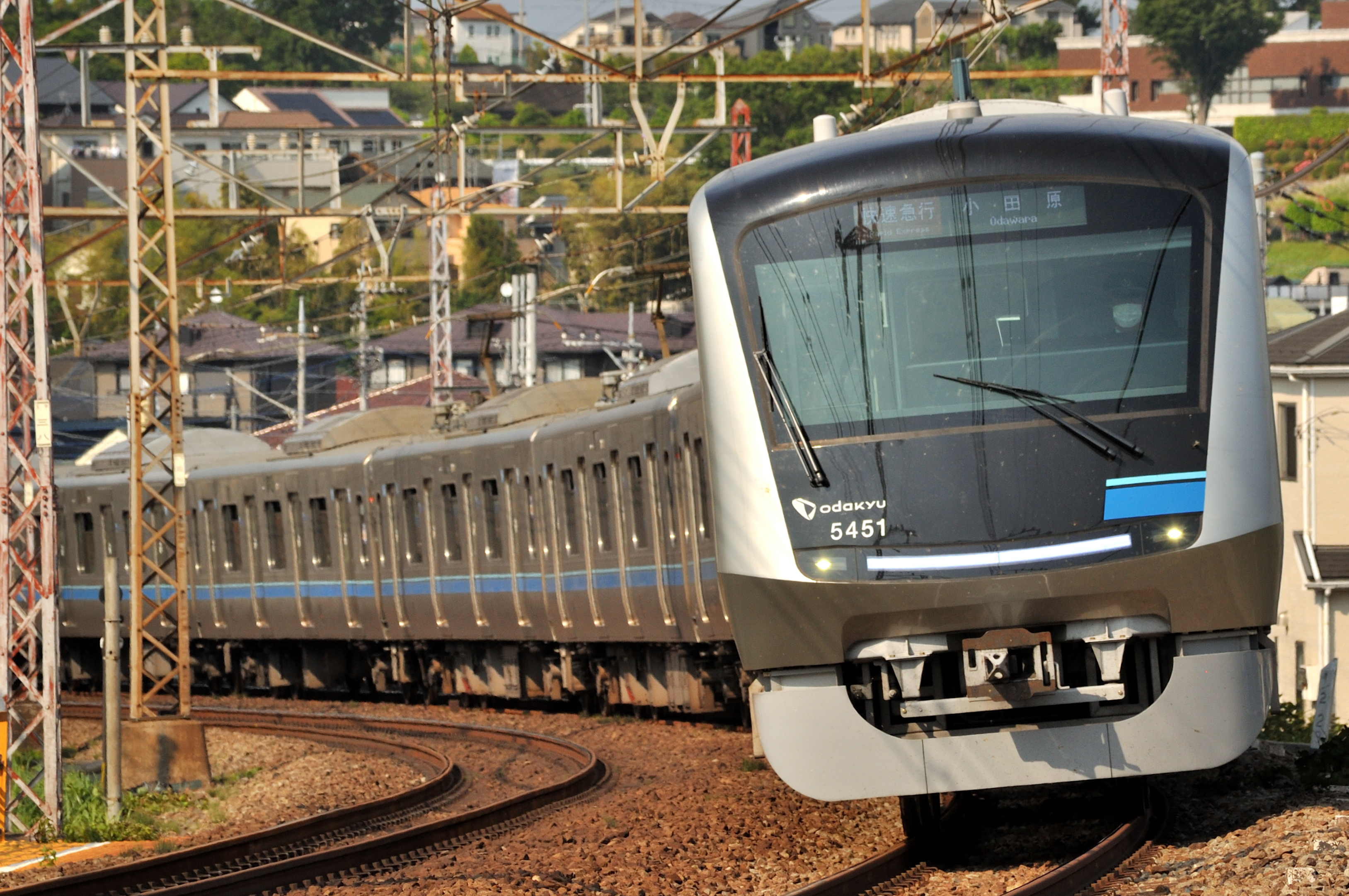
5000形（2代）
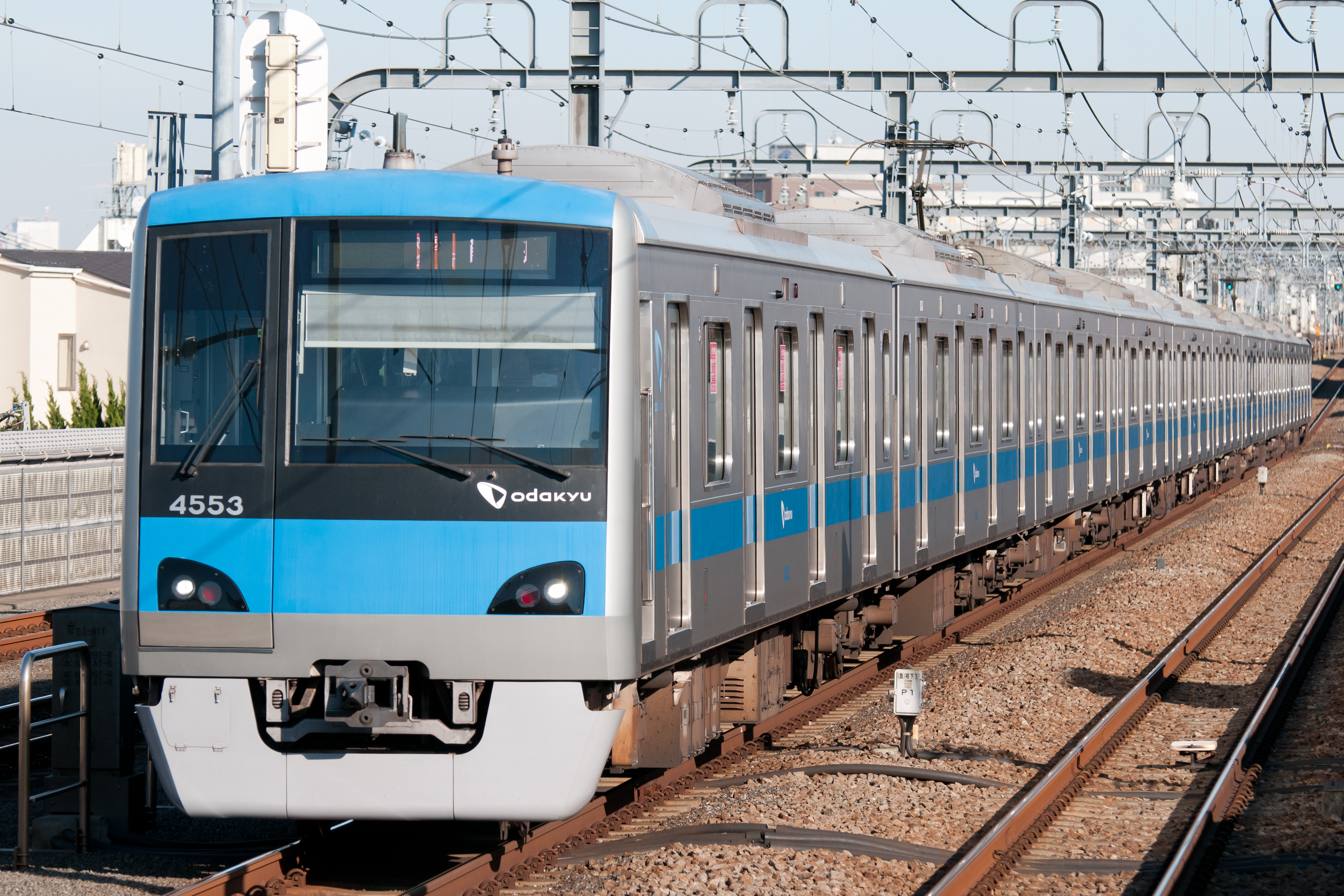
4000形（2代）（東京メトロ千代田線・JR常磐緩行線直通対応車両[106]）
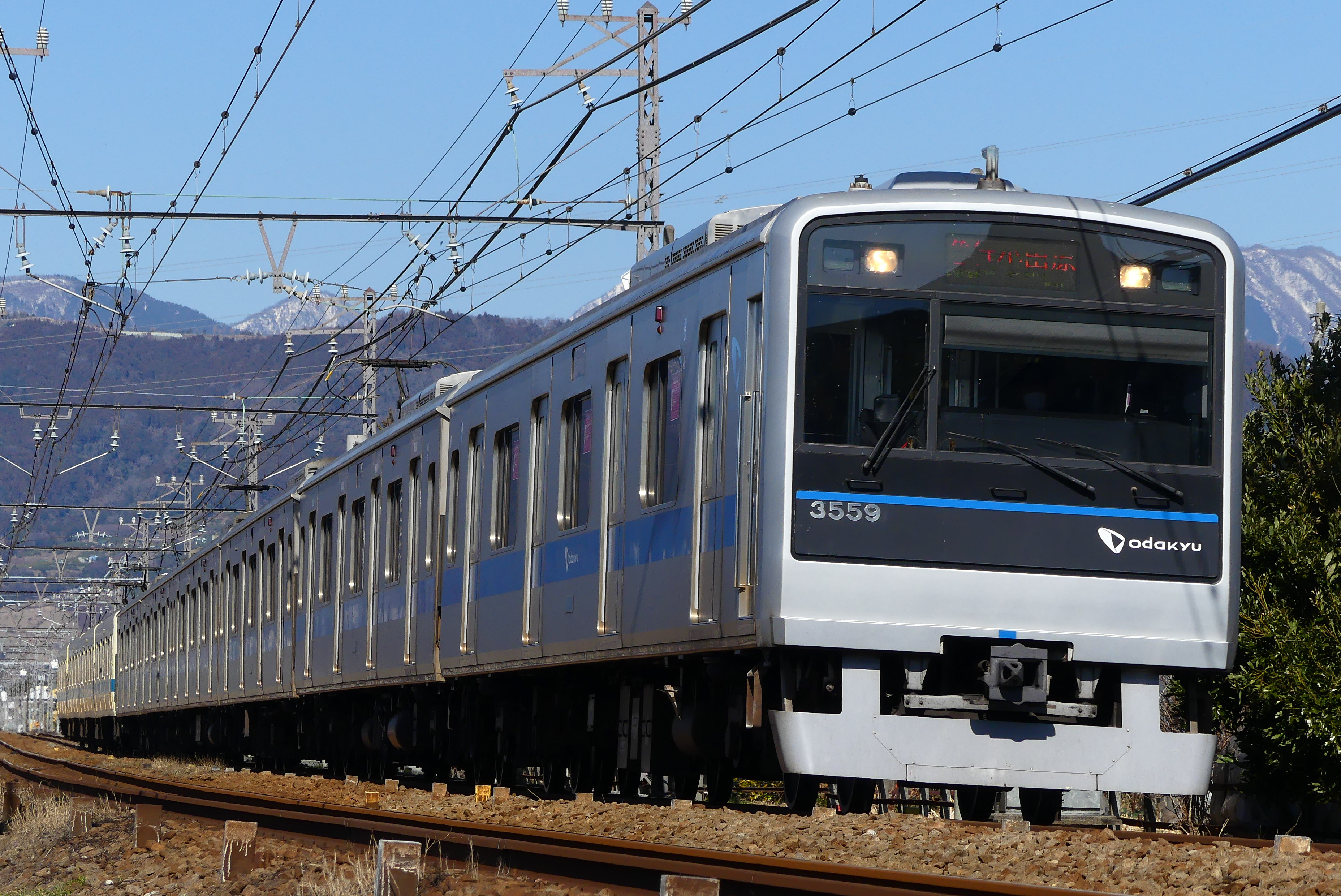
3000形（2代）
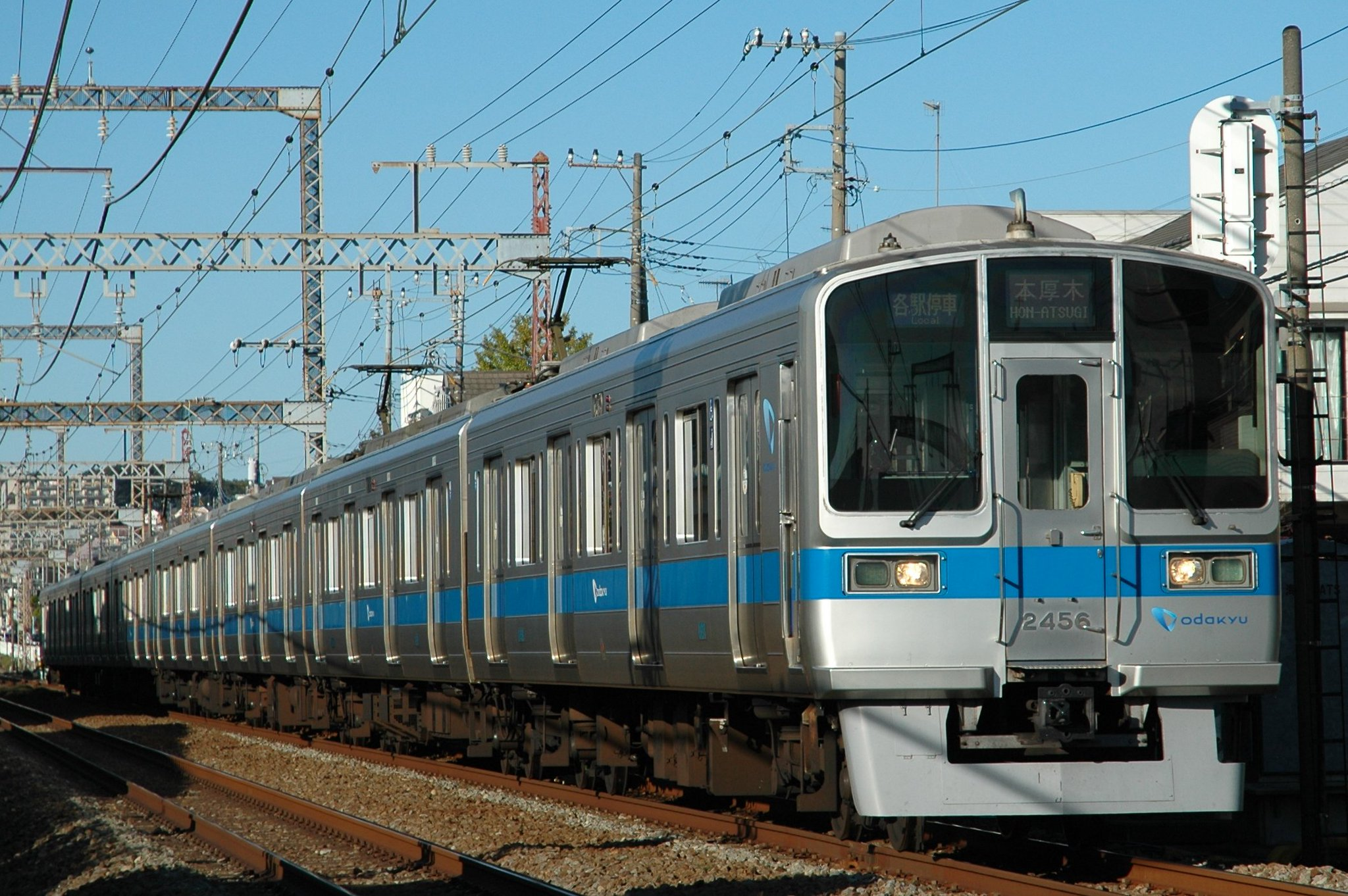
2000形
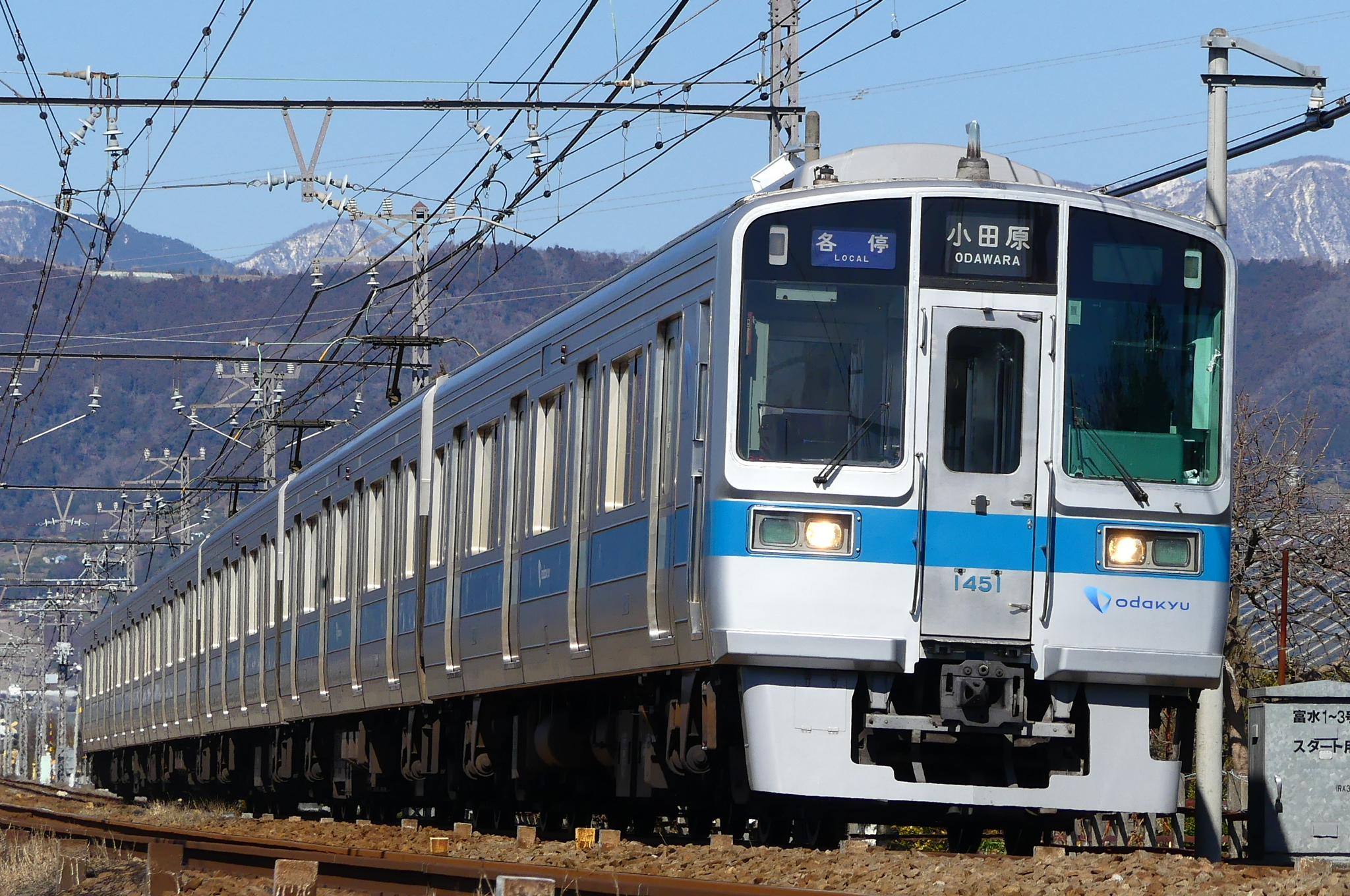
1000形
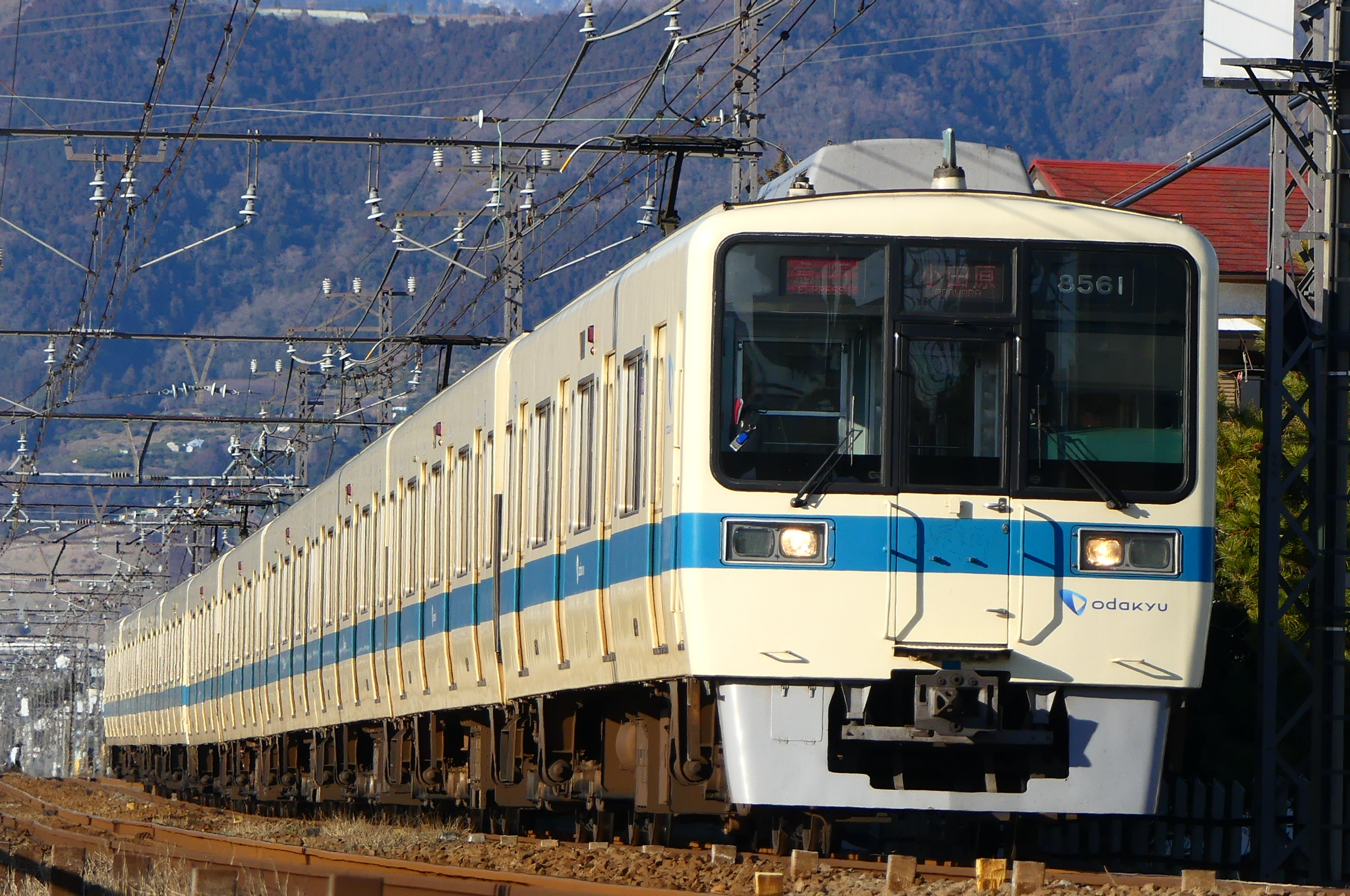
8000形

- 5000形（2代）
- 4000形（2代）
- 3000形（2代）
- 2000形
- 1000形
- 8000形

#### 鉄道事業用車
- クヤ31（TECHNO-INSPECTOR）

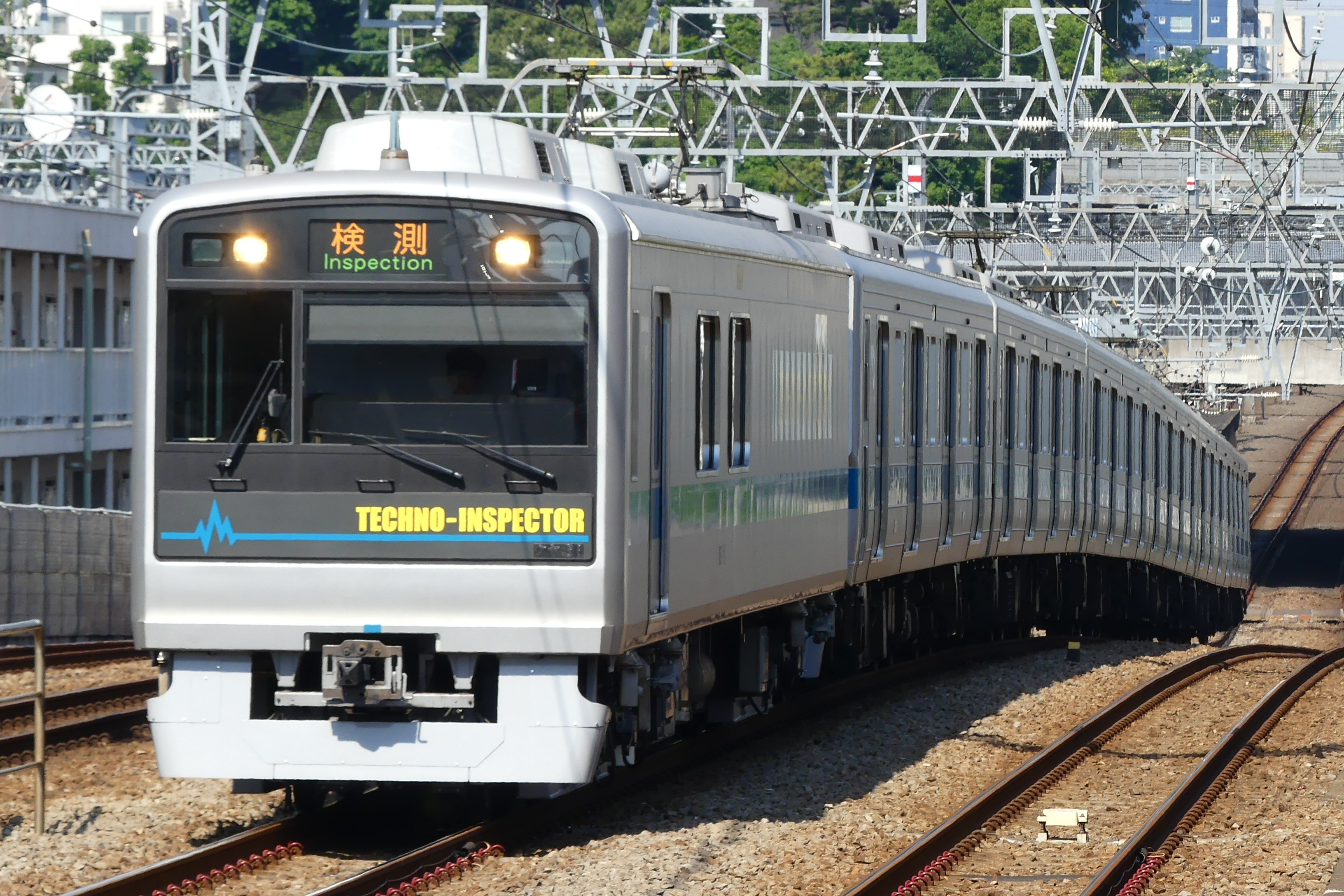
クヤ31

### 除籍車両

#### 特急形車両
- 50000形「VSE」
- 7000形「LSE」
- 20000形「RSE」（JR御殿場線直通特急向け車両。1編成が富士急行に譲渡された）
- 10000形「HiSE」（2編成が長野電鉄に譲渡された）
- 3100形「NSE」
- 3000形「SE」「SSE」

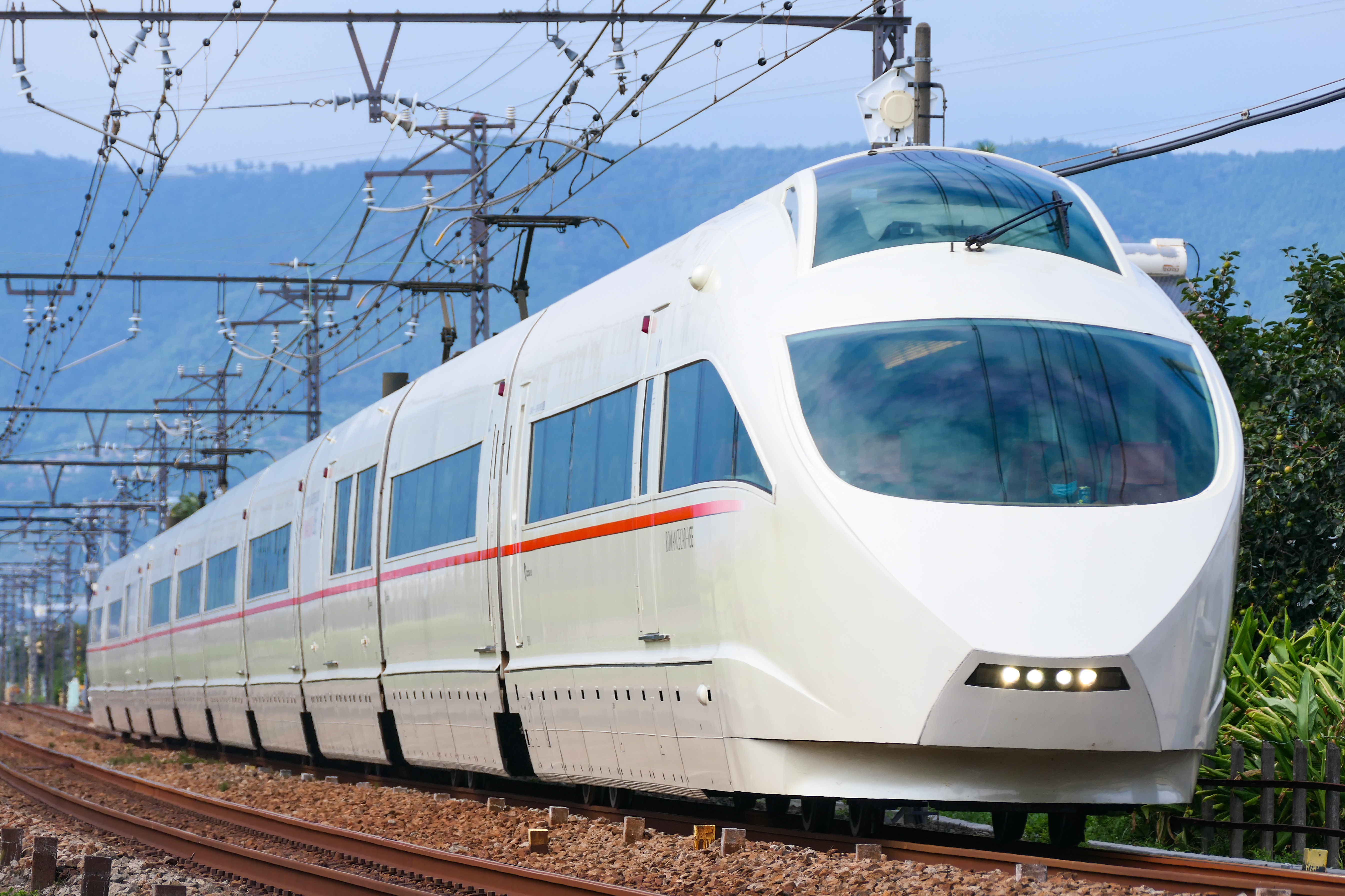
50000形「VSE」
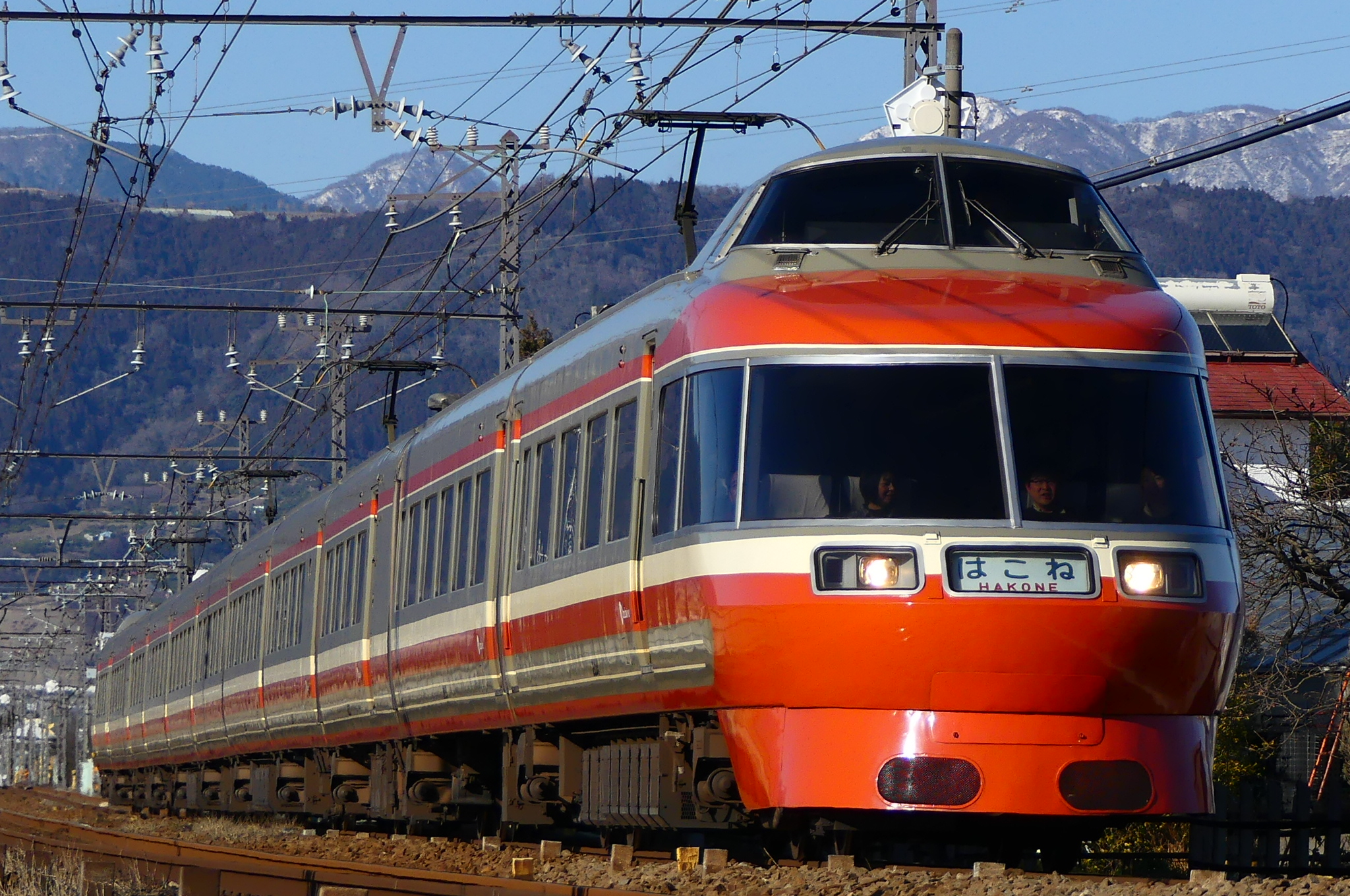
7000形「LSE」
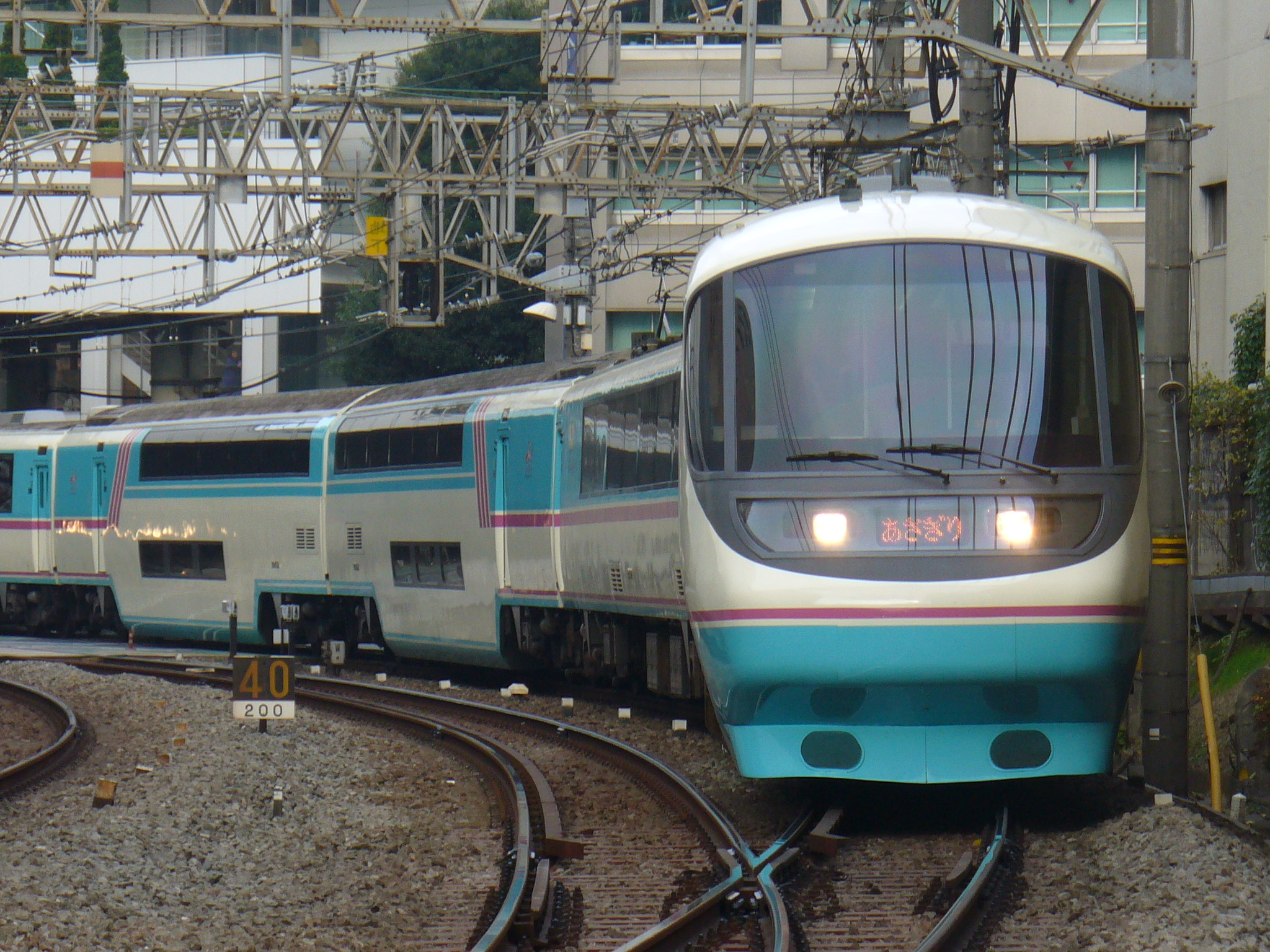
20000形「RSE」
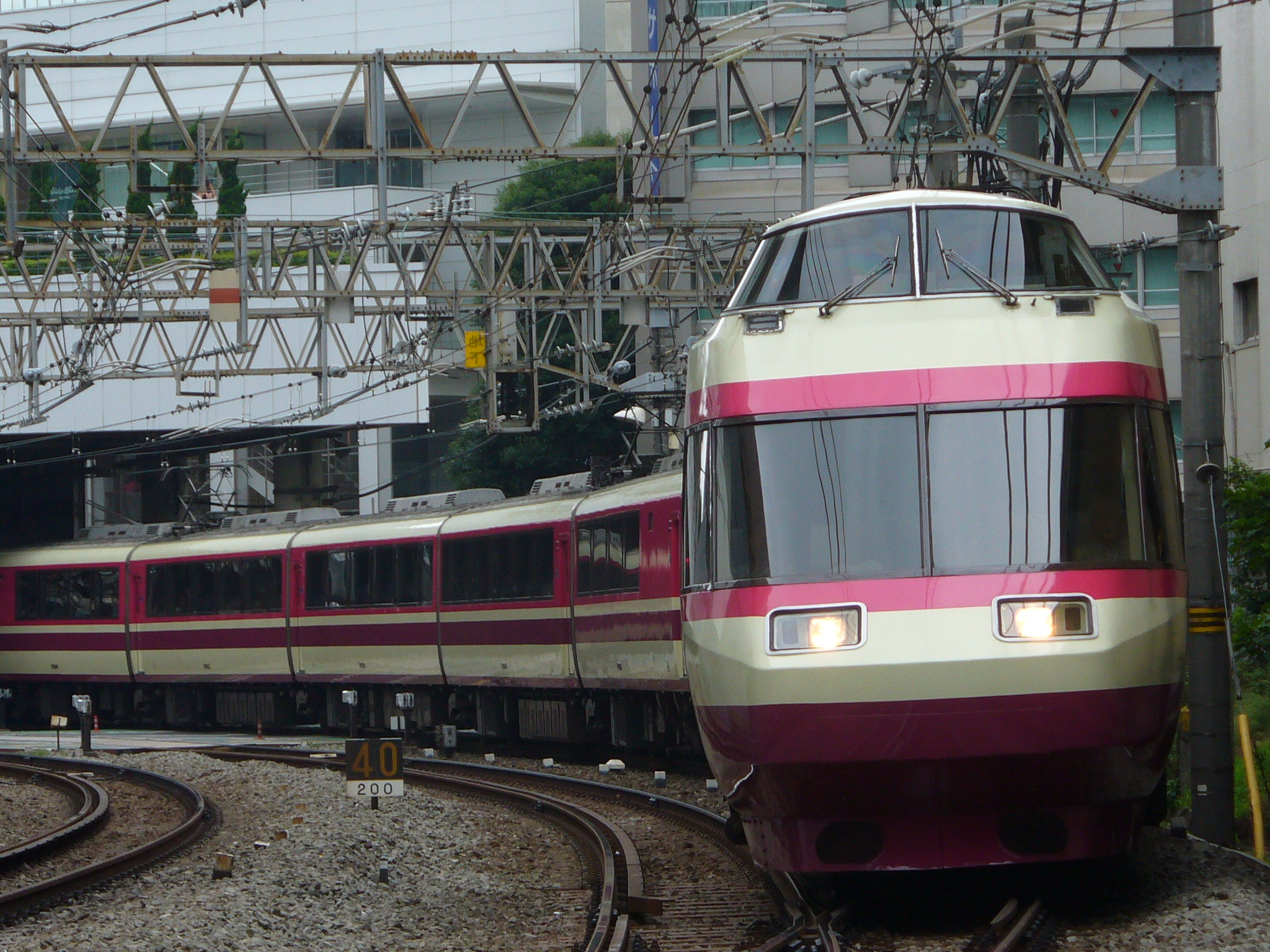
10000形「HiSE」
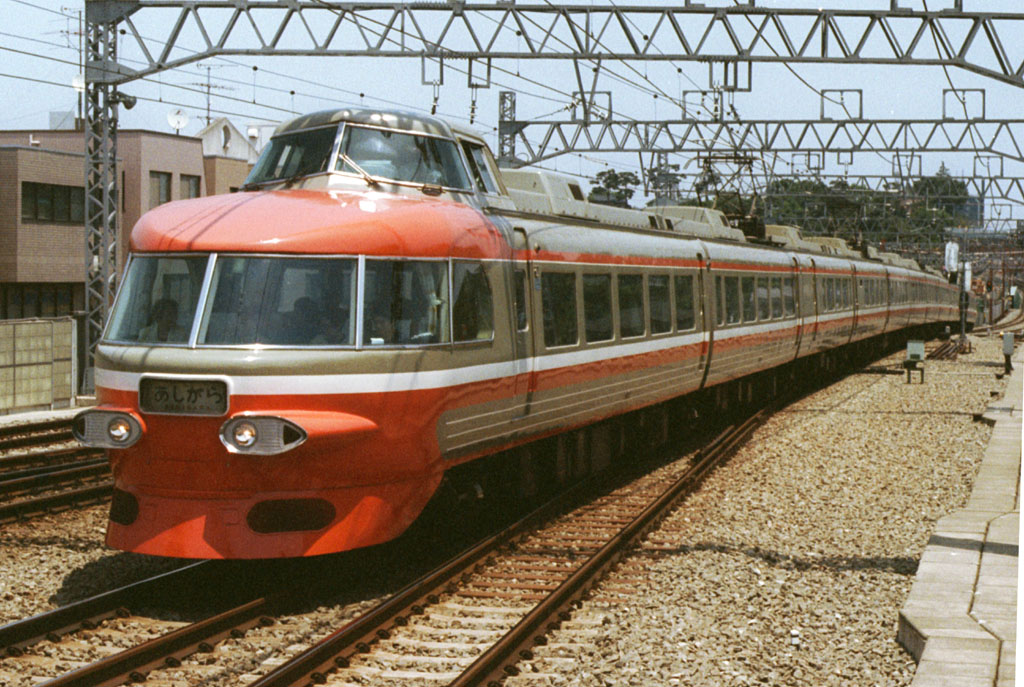
3100形「NSE」
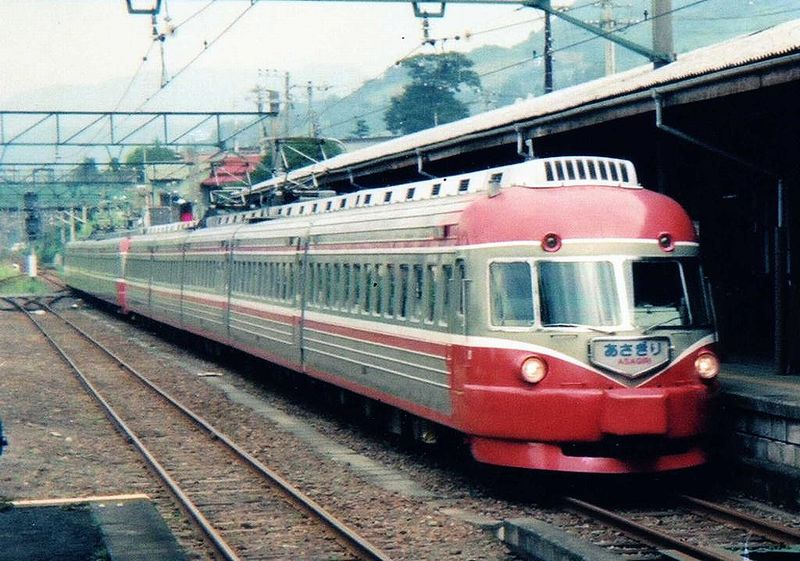
3000形「SE」・「SSE」

#### 特急形気動車
- キハ5000形・5100形

#### 特急形車両として登場後通勤形車両に格下げされた車両
- 2300形
- 1700形
- 1910形
- 2320形（準特急用）

#### 通勤形車両
- 5000形（初代）・5200形（一部の6両編成は4両化[107]）
- 9000形（初代千代田線乗り入れ用車両・ローレル賞受賞車両）
- 4000形（初代）（元釣り掛け車。のちに2400形の機器流用）
- 2600形（初の大型鋼製車両）
- 2400形
- 2220形
- 2200形（初の高性能車）
- 2100形
- 1900形
- 1800形（63系などを改造）
- 1600形
- 1500形（帝都電鉄モハ200形→小田急デハ1500形/帝都電鉄クハ500形→小田急クハ1550形）
- 1400形
- 1300形（小田原急行151形・大東急→小田急1250形）
- 1200形（小田原急行101形・121形・131形・大東急1200形）
- 1100形（小田原急行1形・大東急→小田急1150形）

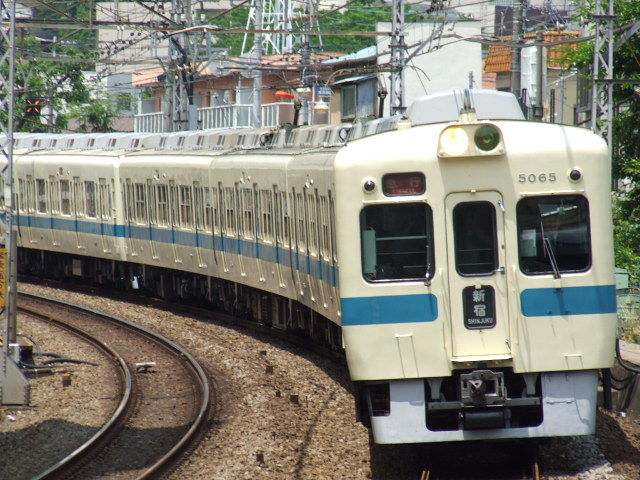
5000形・5200形
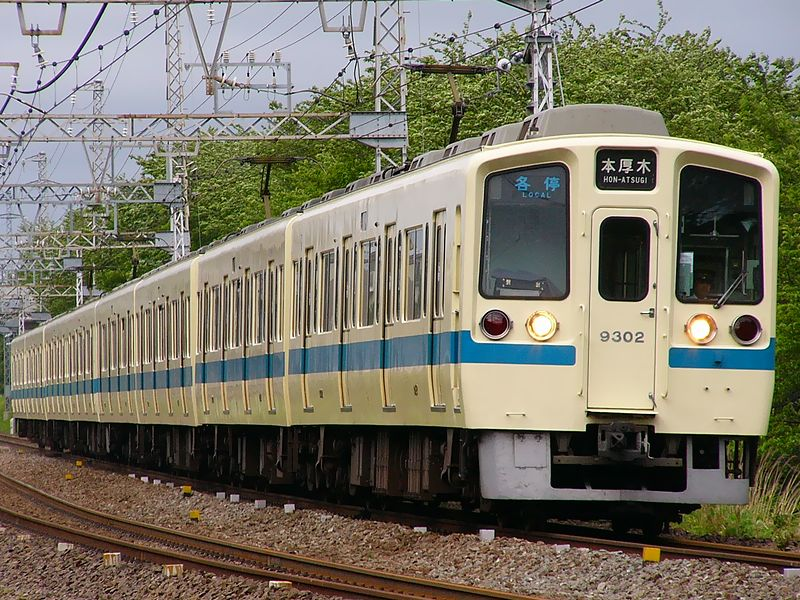
9000形
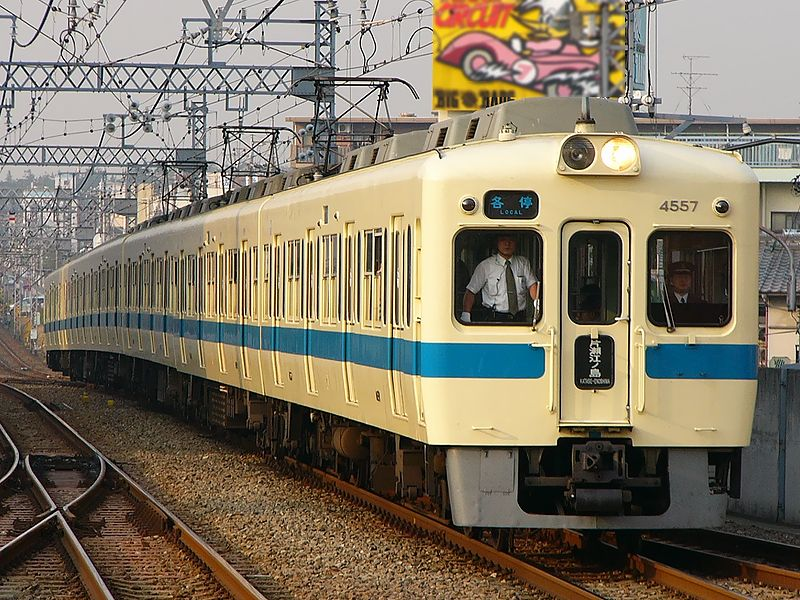
4000形（初代）
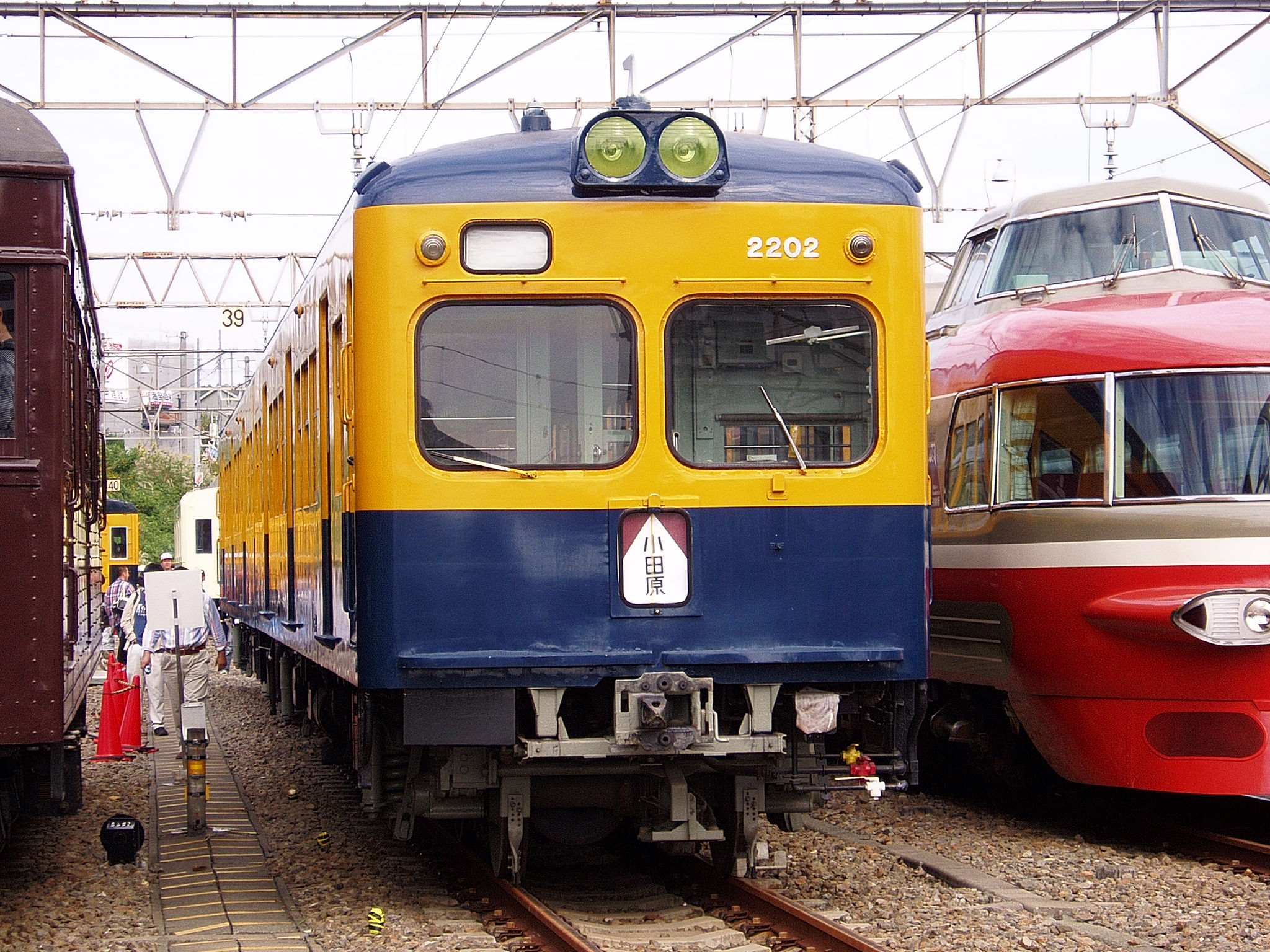
2200形
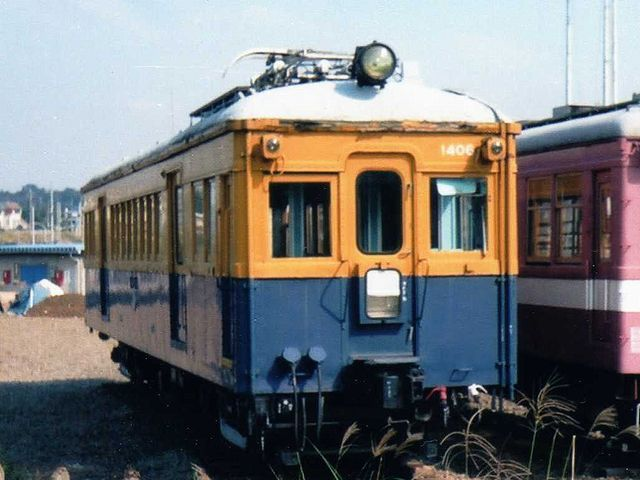
1400形
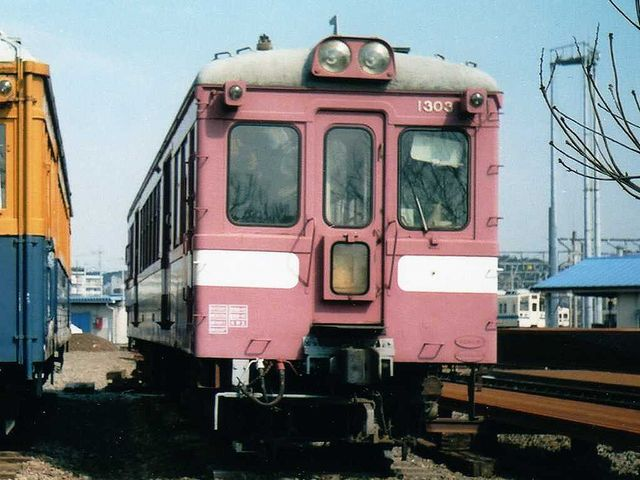
1300形
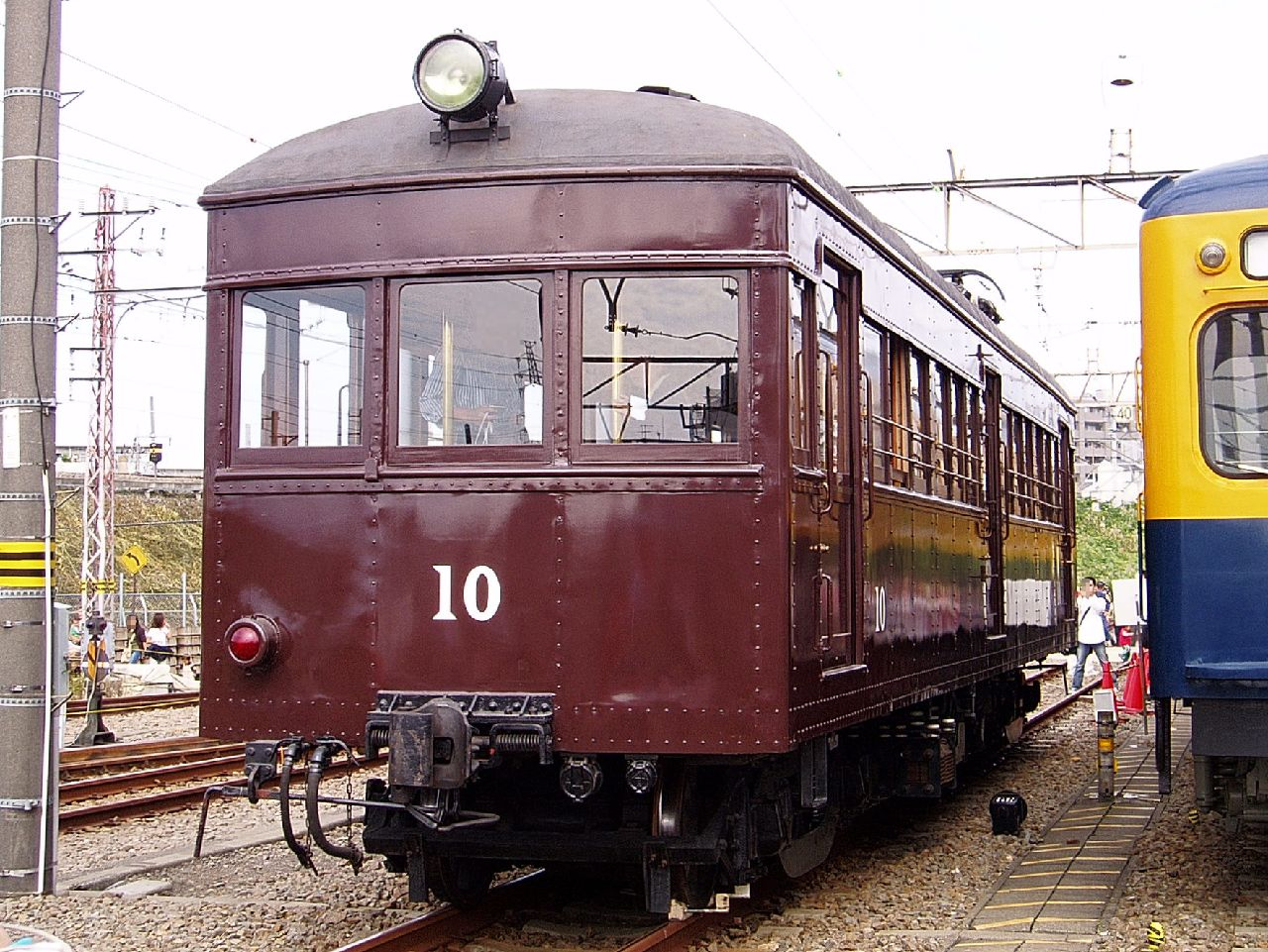
小田原急行1形（1100形）

#### モノレール

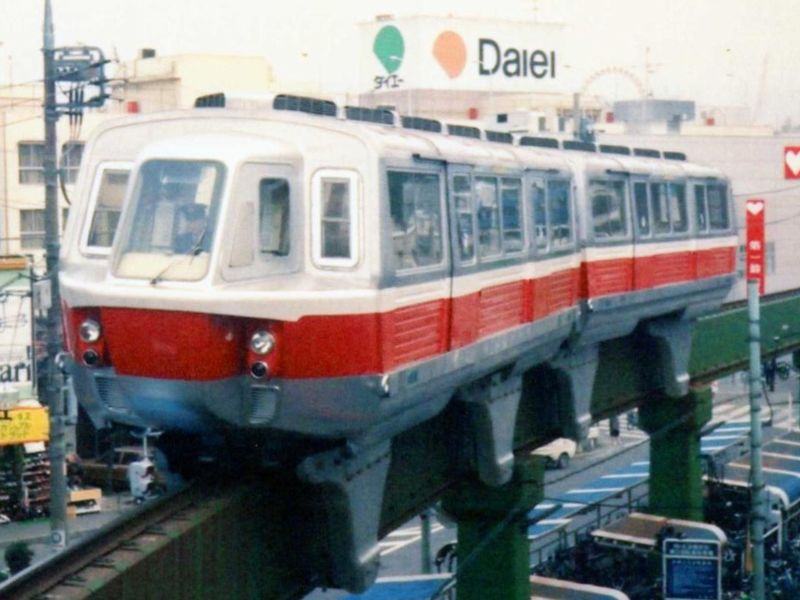
500形

- 500形

### その他
- 小田急電鉄の荷物電車
  - モニ1→モユニ1→デユニ1000→デニ1000
  - デニ1100
  - デニ1300
- 小田急電鉄の電気機関車
- 小田急デト1形電車
- イヘ900形・イヘ910形（移動変電所車両）

## 乗務員区所
- 喜多見電車区
  - 新宿出張所[108]
- 喜多見車掌区
  - 新宿出張所[108]
- 大野電車区
- 大野車掌区
- 海老名電車区
- 海老名車掌区
- 足柄電車区
- 足柄車掌区

## 研修センター
2001年（平成13年）1月15日に「小田急研修センター（動力車操縦者養成所）」を開所した。鉄道係員養成のほか、グループ会社合同の研修で使用される。
- 所在地：東京都世田谷区喜多見9丁目25番10号（喜多見駅から徒歩5分）

## 運賃
大人普通旅客運賃（小児半額・10円未満の端数は切り上げ、小児のICカード利用時は一律50円）。鉄道駅バリアフリー料金制度による料金10円の加算を含む（小児IC運賃は対象外）。2023年（令和5年）3月18日改定。
| キロ程    | 運賃（円） | 運賃（円） | キロ程  | 運賃（円） | 運賃（円） |
| キロ程    | ICカード   | 切符利用   | キロ程  | ICカード   | 切符利用   |
| --------- | ---------- | ---------- | ------- | ---------- | ---------- |
| 初乗り3km | 136        | 140        | 38 - 41 | 472        | 480        |
| 4 - 6     | 167        | 170        | 42 - 46 | 513        | 520        |
| 7 - 9     | 199        | 200        | 47 - 51 | 555        | 560        |
| 10 - 13   | 230        | 230        | 52 - 56 | 607        | 610        |
| 14 - 17   | 261        | 270        | 57 - 61 | 649        | 650        |
| 18 - 21   | 293        | 300        | 62 - 66 | 692        | 700        |
| 22 - 25   | 324        | 330        | 67 - 71 | 743        | 750        |
| 26 - 29   | 356        | 360        | 72 - 76 | 796        | 800        |
| 30 - 33   | 387        | 390        | 77 - 81 | 848        | 850        |
| 34 - 37   | 429        | 430        | 82 - 83 | 901        | 910        |

- 小田原線小田急相模原駅以西の各駅と江ノ島線東林間駅以南の各駅相互間の運賃は、相模大野駅 - 相模大野分岐点間のキロ程を含めずに算出する。
- 小田原線小田急相模原駅以西の各駅と江ノ島線東林間駅以南の各駅相互間で、町田駅乗り換えで特急に乗車した場合（ただし新宿駅 - 町田駅間での乗車は除く）は、町田駅 - 相模大野分岐点間のキロ程を含めずに算出する（区間外乗車）[112]。
- 2022年3月12日からは、子育て世代応援施策として小児IC運賃を一律50円とする、日本全国で初の取り組みを実施した[113][84]。合わせて小児通学定期運賃（IC・磁気）も、区間に関わらず1か月800円・3か月2,280円・6か月4,320円に統一している[84]。

回数券
終日利用可能な11券片の特殊割引回数券（放送大学通学用・通信教育高校通学用・障害者用一種介助同伴）が発売されている。
かつては普通回数券（11券片）・時差回数券（12券片）・土休日回数券（14券片）を発売していたが、2020年3月31日をもって発売終了。これに代わる企画回数券として10券片の「小田急チケット10」（レギュラー・オフピーク・ホリデーの3券種、有効期間2か月）が発売されたが、2022年7月31日をもって発売終了した。

## 特急料金
大人料金（小児半額・10円未満の端数は切り上げ）。2022年10月1日改定。単位円。
| キロ程  | 特急料金 |
| ------- | -------- |
| 1 - 35  | 500      |
| 36 - 50 | 650      |
| 51 - 75 | 750      |
| 76 - 83 | 1000     |

- オンラインサービスで電子特急券を購入した際は50円引き（チケットレス特急料金）
- 車内で特急券を購入する場合は350円加算

## 乗車券類の発売
- 特急券のモバイル購入システム「ロマンスカー@クラブ」を導入している。クレジットカード情報を登録の上、パソコンおよび携帯電話から予約・決済が可能（携帯電話の画面によるチケットレス乗車も可能）。取扱区間は、小田急線・東京メトロ線の各駅相互間。なお、「ふじさん」の松田駅 - 御殿場駅間は空席照会のみ利用可能。登録可能なクレジットカードは自社が発行するOPクレジットのほか、Visa、マスターカード、ジェーシービー、アメリカンエキスプレスカード、ダイナースクラブカード。
- 駅の窓口・多機能券売機では定期券、普通乗車券（連絡乗車券は除く）、特急券、フリーパス類をクレジットカードで購入することができる。利用可能なクレジットカードは自社が発行するOPクレジットのほかに、VISA、マスターカード、ジェーシービー、アメリカンエキスプレスカード。
- 一部を除く乗車券・特急券・フリーパスは主な旅行会社でも購入可能であるが、小田急トラベル以外は非磁気券になるので有人改札対応になる。HISなど、鉄道を扱ってない旅行会社は購入不可。

## フリーパス・クーポン
小田急は沿線に、箱根や江の島・鎌倉、丹沢・大山、伊豆といった有名観光地があり、観光客向けに「フリーパス」や「クーポン」を発売している。
一部のものは相模鉄道・西武鉄道でも販売しているので、両鉄道の各駅からも利用できる。

### フリーパス
- 箱根フリーパス
- 江の島・鎌倉フリーパス
- 江の島1dayパスポート
- 丹沢・大山フリーパス
- 伊東観光フリーパス
- 小田急東京メトロパス
- 1日全線フリー乗車券

かつては西伊豆フリーパス、中伊豆フリーパス、南伊豆フリーパスも発売していた。
発売額
出発駅から以下の駅までのキロ程を下表に当てはめて算出
- 箱根フリーパスは小田原駅まで

| キロ程            | 箱根フリーパス | 箱根フリーパス | 小田急メトロ        |
| キロ程            | 2日間          | 3日間          |                     |
| ----------------- | -------------- | -------------- | ------------------- |
| - 3km             | 5180           | 5580           |                     |
| 4 - 6             | 5220           | 5630           |                     |
| 7 - 9             | 5270           | 5670           |                     |
| 10 - 13           | 5310           | 5710           |                     |
| 14 - 17           | 5350           | 5750           |                     |
| 18 - 21           | 5390           | 5790           |                     |
| 22 - 25           | 5480           | 5880           |                     |
| 26 - 29           | 5530           | 5930           |                     |
| 30 - 33           | 5580           | 5980           |                     |
| 34 - 37           | 5640           | 6040           |                     |
| 38 - 41           | 5700           | 6100           |                     |
| 42 - 46           | 5750           | 6150           |                     |
| 47 - 51           | 5830           | 6230           |                     |
| 52 - 56           | 5890           | 6290           |                     |
| 57 - 61           | 5940           | 6340           |                     |
| 62 - 66           | 6000           | 6400           |                     |
| 67 - 71           | 6050           | 6450           |                     |
| 72 - 76           | 6100           | 6500           |                     |
| 77 - 81           | 6100           | 6500           |                     |
| 82 - 83           | 6100           | 6500           |                     |
| 小児（一律）      | 1100           | 1350           | 350                 |
| （参考） 単独購入 | 小田原発       | 小田原発       | 東京メトロ 24時間券 |
| （参考） 単独購入 | 5000           | 5400           | 600                 |

### クーポン・パス・割引きっぷ

#### 温泉クーポン
日帰り温泉 箱根湯寮クーポン
小田急電鉄線発駅から小田急箱根鉄道線箱根湯本駅までの往復割引乗車券（途中下車可）および箱根湯寮内の大浴場「本殿 湯楽庵 大湯」入湯券がセットになったクーポン券。有効期間は、使用開始日を含めて2日間。
箱根小涌園ユネッサン 湯遊びクーポン
小田急電鉄線発駅から小田急箱根鉄道線強羅駅までの往復割引乗車券（途中下車可）、箱根登山バス指定区間往復乗車券（途中下車可）および小涌園ユネッサンの入湯券がセットになったクーポン券。有効期間は、使用開始日を含めて2日間。なお、出発日が4月30日 - 5月5日および7月31日 - 8月31日の場合、料金が増額。
「湯の里 おかだ」温泉三昧クーポン
小田急電鉄線発駅から小田急箱根鉄道線箱根湯本駅までの往復割引乗車券（途中下車可）および箱根湯本「湯の里 おかだ」入湯券がセットになったクーポン券。有効期間は、使用開始日を含めて2日間。
箱根野天風呂クーポン 天山湯治郷
小田急電鉄線発駅から小田急箱根鉄道線箱根湯本駅までの往復割引乗車券（途中下車可）および天山湯治郷割引入湯券がセットになったクーポン券。有効期間は、使用開始日を含めて2日間。
小田急箱根レイクホテル（日帰り）入湯クーポン
小田急箱根高速バスの新宿 - 箱根レイクホテル間往復割引乗車券および箱根レイクホテル天然温泉シャクナゲの湯割引入湯休憩券がセットになったクーポン券。有効期間は、使用開始日を含めて1日間。
箱根仙石入湯クーポン
小田急箱根高速バスの新宿 - 仙郷楼前間往復割引乗車券および南甫園割引入園券がセットになったクーポン券。有効期間は、使用開始日を含めて1日間。現在、発売休止中。
かつては箱根ベゴニア園・ひめしゃらの湯のクーポン、箱根ホテル小涌園 湯ったりクーポンも発売していた。

#### ハイキングパス
宮ヶ瀬ダムハイキングパス
小田急電鉄線発駅から本厚木駅までの往復割引乗車券（途中下車可）および神奈川中央交通バスの指定区間に乗降自由のフリーパスがセットになった券。有効期間は、使用開始日を含めて2日間。
かつては足柄古道・万葉ハイキングパスも発売していた。

#### その他のパス・きっぷ
彫刻の森美術館クーポン
小田急電鉄線発駅から小田急箱根鉄道線彫刻の森駅・強羅駅までの往復割引乗車券（途中下車可）および箱根 彫刻の森美術館割引入場券がセットになった券。有効期間は、使用開始日を含めて2日間。
箱根旧街道・1号線きっぷ
小田急電鉄線発駅から小田原駅までの往復割引乗車券と小田急箱根鉄道線小田原駅 - 小涌谷駅間および箱根登山バス小田原駅 - 元箱根港・箱根町間に乗降自由のフリーパスがセットになった券。有効期限は、使用開始日を含めて1日間。日本初のカーボンオフセットを導入した周遊券。2008年9月1日発売開始、同年10月1日利用開始。これの発売に伴い1988年3月から発売されていた「箱根旧街道ハイキングパス」廃止。
小江戸・川越フリークーポン
かつては御殿場往復割引きっぷ、小田急・世田谷線散策きっぷも発売していた。

## 設備

### 駅の設備

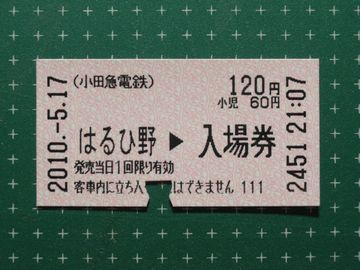
改札鋏の例（はるひ野駅）

- 小田急では2005年を除き年2回社債を1月（愛称「小田急箱根ゆけむりボンド」）と7月（愛称「小田急箱根あじさいボンド」）に野村證券、大和証券などで一般投資家向けに起債している。この資金などで各駅のバリアフリー化、待合室の設置などを行っている。
- 分岐器を有さない駅（いわゆる停留場）のほとんどで相対式ホームを採用しており、例外は2010年代に地下化または改良された代々木八幡・東北沢・下北沢・世田谷代田の4駅のみ（いずれも島式ホーム）である。なお、かつては梅ヶ丘駅も島式ホームであったほか、地上駅時代の下北沢駅もホーム増設前は島式ホームであった。
- 沿線における戦後の急速な人口増加を見極め切れず、新宿駅の大改良では短期間での再工事を行わざるを得なかった。
- 自動券売機などの更新には積極的で、早い時期に1万円札まで対応の券売機が全駅に設置されている。自動改札機の導入も全駅で完了しているが、有人改札口では改札鋏が引き続き使用されていた。改札鋏は、2016年11月末で廃止され、日付の入ったスタンプ式となった。改札鋏の鋏痕は各駅で異なっており、これを利用して、通常は部外秘である各駅の鋏痕を公開しただけでなく、1985年春には全駅の改札鋏を集めて回る「ぱちんぱっちん 68駅パンチめぐり」、1986年春には全駅の改札鋏とスタンプを集めて回る「ぺたんぱっちん 68駅スタンプ・パンチめぐり」といったイベントが行なわれた。
- 2006年から主要駅構内に自動体外式除細動器 (AED) が設置され、2012年4月に全駅への設置が完了した。また、2008年3月から運転を開始したロマンスカー60000形MSEには日本で初めて列車内にAEDが設置され、同年内に他のロマンスカー全編成にも設置された。

#### 駅名標
- 2002年サッカーワールドカップでの旅客輸送などに対応するために、2001年頃から中国語・朝鮮語による案内を導入した。これは、横浜国際総合競技場方面（JR横浜線）への乗換駅である町田駅までの案内のためで、駅名標には英字に加えてハングル（一部には中国語簡体字・繁体字）の併記も行われている。ただし一部の主要駅のみにとどまっており、それ以外の駅では中国語と朝鮮語の表記は無い。2001年以降に新設・交換された駅名標などのサイン類は、主要駅においてはハングル（一部は中国語簡体字）表記がなされたもので製作されているが、それ以外の駅では従来通り日本語と英字のみである。
- 2014年1月より駅ナンバリングを導入している[56]。
- 小田急のブランドマークの導入の前後からユニバーサルデザインのピクトグラムがほぼ全駅で導入されている。2011年以降に交換された駅名標などの案内サイン類は、全て新型のデザインであるほかLED照明付きのもので製作されている。
- 2021年4月1日より経堂駅で、東京農業大学が開学130周年を迎えたことから、地域の賑わい創出に貢献するために小田急で初めて、「東京農業大学 最寄駅」の副駅名看板を掲出した。

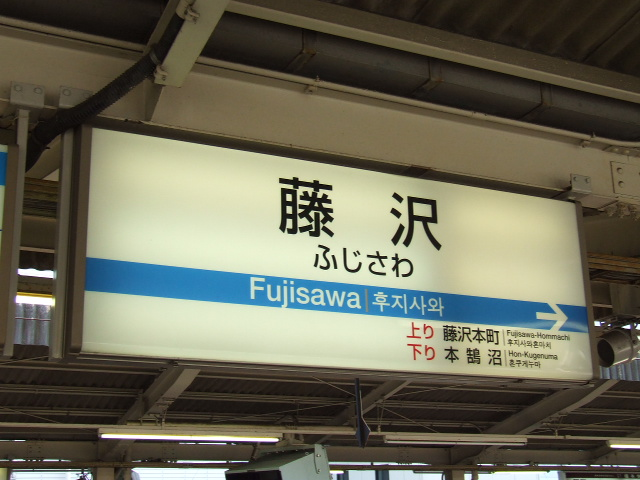
日本語・英語・ハングル併記の駅名標（藤沢駅）
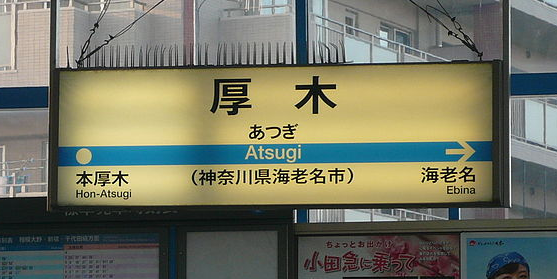
所在地名入りで日本語と英字のみの駅名標。厚木駅は海老名市に在するため、厚木市街地方面との混乱を生まないようJR東海の駅名標と似た地名の入ったデザインとなっている。（厚木駅）
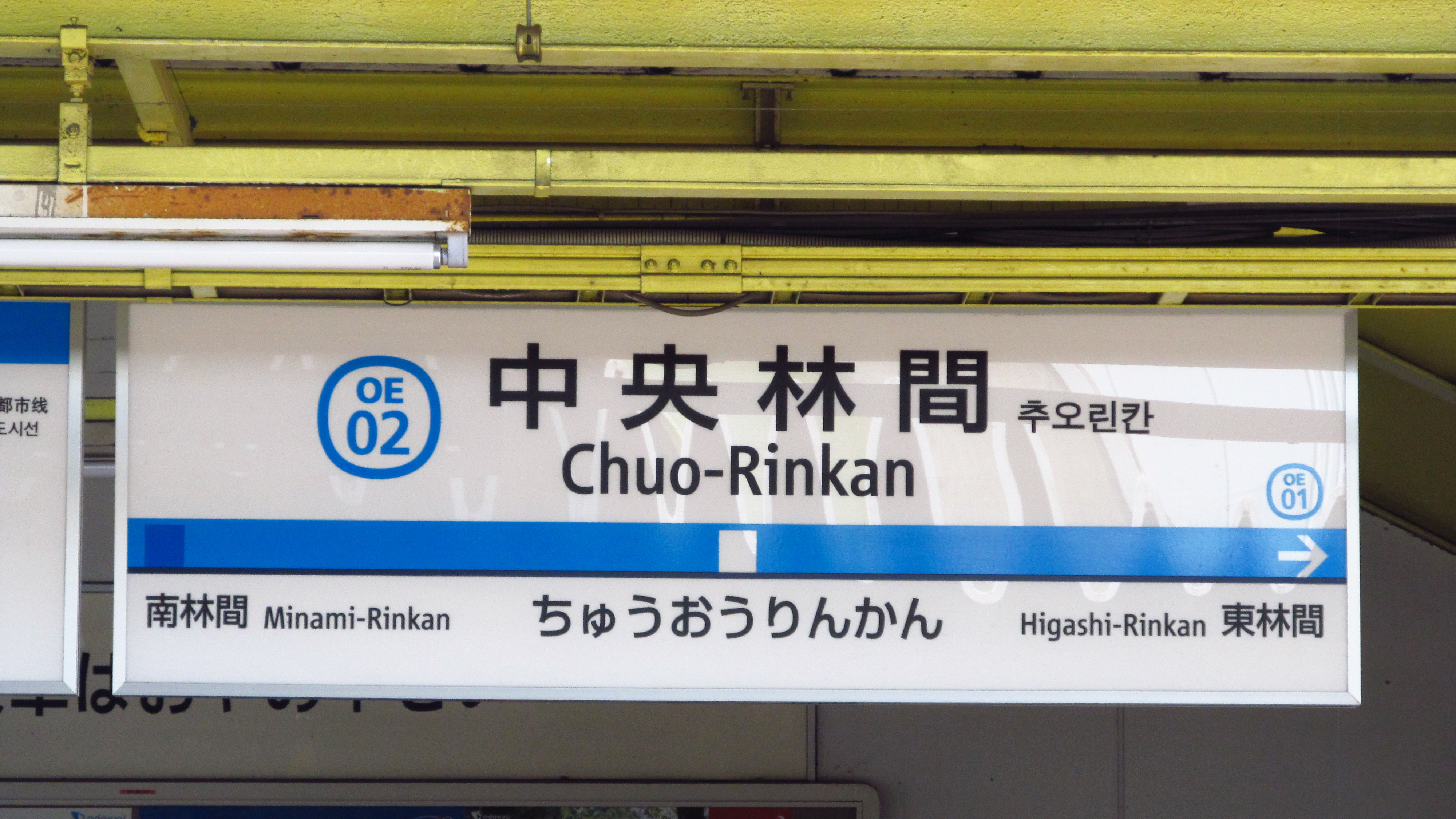
新型駅名標（中央林間駅）

#### 発車標

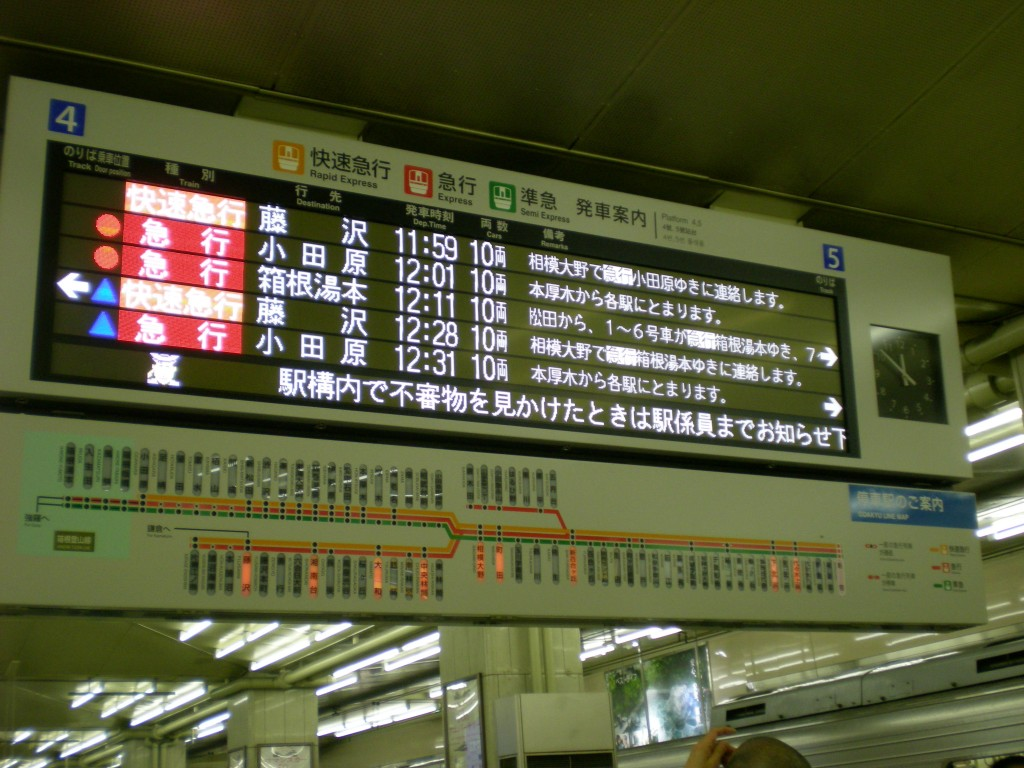
フルカラーLED式の発車標（新宿駅）

- 発車標についてはLED式のものが主に使われており、近年はフルカラー式の表示に更新が始まっており、LCD式のものが使用されている駅もある。特急列車の空席案内ではLCD式のものが使われており、使用車両もわかる表示になっている。特に新宿駅のホームの発車標は乗車位置の表示（一般列車）や特急列車の使用車両や空席状況も表示されている。

### アナウンス（自動放送）
2021年現在、駅構内の自動放送は上りホームを関根正明、下りホームを緒方智美が担当している。ただし、以下の駅は例外である。 
- 経堂駅の下り急行線ホーム（2番ホーム）と成城学園前駅の下り緩行線ホーム（1番ホーム）、および新百合ヶ丘駅の4番ホームは関根が担当。
- 経堂駅・成城学園前駅・登戸駅・向ヶ丘遊園駅の上り緩行線ホーム（経堂駅では3番ホームのみ）、および小田原駅・藤沢駅・片瀬江ノ島駅・唐木田駅のすべてのホームは緒方が担当。
- 新宿駅はすべてのホームを長塚みどりが担当[115]。

車内自動放送は、日本語を西村文江、英語をクリステル・チアリが担当している。なお2018年3月17日のダイヤ改正時からは、新たに駅番号と次の停車駅の案内のパーツが追加されている。

### 線路
- 安全面としては、脱線防止ガードを半径400m以下のカーブに設置している。
- 複々線区間などの一部の軌道にはラダー軌道（ラダー枕木）など最新の軌道技術を採用し、乗り心地にも配慮している。
- 東京都世田谷区を中心とする沿線地主・支援者の反対運動などもあって、複々線化工事は遅れていたが、2018年3月、代々木上原駅 - 登戸駅間の複々線完成による新ダイヤにより、ラッシュ時の混雑緩和や列車の遅延減少などが実現した。なお、2004年11月に梅ヶ丘駅 - 和泉多摩川駅まで複々線が完成。引き続き梅ヶ丘駅 - 東北沢駅間（代々木上原駅 - 東北沢駅間は一旦完成していたが下北沢駅周辺の整備との関係で再工事、2018年3月完成）と和泉多摩川駅 - 向ヶ丘遊園駅間（川崎市による周辺地域の区画整理の遅れのため2009年3月に暫定的に3線化で完成）の複々線化工事が行われた。また、梅ヶ丘駅以西の高架複々線化が完成するまで、世田谷区内の沿線には、「高架複々線建設反対」「地下複々線化の実現を」などといった立て看板が多数設置されていた。しかし、経堂地区で高架複々線促進協議会が発足していたなど、世田谷区内の沿線では高架複々線化推進の動きもあった[118]。
- 代々木八幡駅や東北沢駅など一部の例外を除き、待避のない中間駅は基本的に相対式でカーブのない直線ホームを使用している。

### 早期地震警報システム
鉄道事業者としては初めて「早期地震警報システム」を導入し、2006年8月1日に気象庁が特定事業者に向けて提供する高度利用者向け緊急地震速報の配信開始にあわせて運用している。

### 自動列車停止装置
デジタル信号を用いた自動列車停止装置のD-ATS-Pを全線で使用している。D-ATS-Pは2012年3月に多摩線で導入し、以後、各線で導入が進められ、2015年9月12日に全線で導入が完了した。D-ATS-P導入前は変周式の自動列車停止装置 (OM-ATS) が全線で使用されていた。

### 踏切集中監視システム
小田急線内にある230余の全踏切に監視カメラ・集音マイク・スピーカーを設置（立体化によって廃止された踏切9個には監視カメラのみ設置）し、運輸司令所と隣接している電気司令所にて踏切の各動作（遮断機の動作、異常発生時の機器の状況）を監視するもので、踏切支障時の迅速な対応が可能になる。2005年から導入が始まり、2008年12月に全線で導入を完了した。

## 一日平均乗降人員上位25駅
公式サイト、関東交通広告協議会および『東京都統計年鑑』『神奈川県統計要覧』より。
は、右欄の乗降人員と比較して増()、減()を表す。
| 順位 | 駅名                 | 路線名              | 所在地               | 2020年度 | 2015年度 | 2010年度 | 2005年度 | 2000年度 | 特記事項                                                                                   |
| ---- | -------------------- | ------------------- | -------------------- | -------- | -------- | -------- | -------- | -------- | ------------------------------------------------------------------------------------------ |
| 1    | 新宿駅               | ■小田原線           | 東京都新宿区         | 317,845  | 492,234  | 476,773  | 486,765  | 495,438  | 社内単一路線かつ他社線との相互直通がない私鉄ターミナル駅として最多。各社局線総合では世界一 |
| 2    | 町田駅               | ■小田原線           | 東京都町田市         | 200,781  | 291,911  | 290,621  | 281,280  | 277,304  |                                                                                            |
| 3    | 代々木上原駅         | ■小田原線           | 東京都渋谷区         | 190,176  | 251,439  | 224,032  | 182,257  | 171,288  | 東京メトロ千代田線との直通人員を含む。                                                     |
| 4    | 藤沢駅               | ■江ノ島線           | 神奈川県藤沢市       | 122,034  | 162,345  | 154,045  | 142,109  | 142,096  |                                                                                            |
| 5    | 登戸駅               | ■小田原線           | 神奈川県川崎市多摩区 | 117,994  | 161,548  | 151,662  | 134,448  |          |                                                                                            |
| 6    | 海老名駅             | ■小田原線           | 神奈川県海老名市     | 102,399  | 143,629  | 131,505  | 133,132  | 128,427  |                                                                                            |
| 7    | 本厚木駅             | ■小田原線           | 神奈川県厚木市       | 97,984   | 152,467  | 141,839  | 141,390  | 145,001  | 他路線と接続しない私鉄の駅として日本一。                                                   |
| 8    | 新百合ヶ丘駅         | ■小田原線 ■多摩線   | 神奈川県川崎市麻生区 | 91,516   | 124,747  | 121,119  | 106,525  | 99,791   |                                                                                            |
| 9    | 大和駅               | ■江ノ島線           | 神奈川県大和市       | 90,097   | 116,042  | 111,481  | 102,765  | 105,975  |                                                                                            |
| 10   | 相模大野駅           | ■小田原線 ■江ノ島線 | 神奈川県相模原市南区 | 87,835   | 129,015  | 119,166  | 113,093  | 106,000  |                                                                                            |
| 11   | 下北沢駅             | ■小田原線           | 東京都世田谷区       | 82,821   | 114,118  | 131,992  | 127,048  | 132,404  |                                                                                            |
| 12   | 中央林間駅           | ■江ノ島線           | 神奈川県大和市       | 73,239   | 97,382   | 89,892   | 84,104   |          |                                                                                            |
| 13   | 湘南台駅             | ■江ノ島線           | 神奈川県藤沢市       | 65,612   | 90,208   | 82,948   | 76,247   | 58,557   |                                                                                            |
| 14   | 成城学園前駅         | ■小田原線           | 東京都世田谷区       | 58,614   | 88,516   | 84,182   | 77,911   | 85,386   |                                                                                            |
| 15   | 経堂駅               | ■小田原線           | 東京都世田谷区       | 57,253   | 74,691   | 67,541   | 65,916   | 63,785   |                                                                                            |
| 16   | 鶴川駅               | ■小田原線           | 東京都町田市         | 46,377   | 69,261   | 68,188   | 66,647   |          |                                                                                            |
| 17   | 千歳船橋駅           | ■小田原線           | 東京都世田谷区       | 44,739   | 57,112   | 51,663   | 47,256   | 47,009   |                                                                                            |
| 18   | 小田急相模原駅       | ■小田原線           | 神奈川県相模原市南区 | 43,632   | 56,293   | 55,034   | 54,477   |          |                                                                                            |
| 19   | 小田原駅             | ■小田原線           | 神奈川県小田原市     | 41,803   | 64,580   | 64,685   | 63,600   | 66,220   | 小田急箱根鉄道線との直通人員を含む。                                                       |
| 20   | 向ヶ丘遊園駅         | ■小田原線           | 神奈川県川崎市多摩区 | 41,442   | 65,774   | 64,199   | 60,741   | 63,106   |                                                                                            |
| 21   | 狛江駅               | ■小田原線           | 東京都狛江市         | 36,661   | 45,650   | 42,738   | 41,997   |          |                                                                                            |
| 22   | 伊勢原駅             | ■小田原線           | 神奈川県伊勢原市     | 36,216   | 51,733   | 49,703   | 50,170   |          |                                                                                            |
| 23   | 愛甲石田駅           | ■小田原線           | 神奈川県厚木市       | 34,670   | 51,341   | 47,460   | 45,686   |          |                                                                                            |
| 24   | 祖師ヶ谷大蔵駅       | ■小田原線           | 東京都世田谷区       | 33,774   | 47,857   | 42,856   | 38,689   | 33,654   |                                                                                            |
| 25   | 小田急多摩センター駅 | ■多摩線             | 東京都多摩市         | 31,339   | 49,809   | 46,984   | 36,493   | 32,290   |                                                                                            |

小田原線のターミナル駅である新宿駅の一日平均乗降人員は約31万人であるが、京王線新宿駅と比較すると19万人程度少ない。しかし、新宿駅の南側に位置する代々木上原駅で東京メトロ千代田線への相互直通運転を行っており、都心方面への利便性と輸送の冗長性に寄与している。同駅の一日平均乗降人員は約19万人であり、近年は増加傾向が続いている。
乗降人員が10万人を超える6駅は全て快速急行が停車する。特に横浜線と接続する町田駅は、新宿駅から30km程度離れているのにも関わらず一日平均乗降人員は約20万人であり、他の私鉄路線と比較しても突出して輸送人員が全体的に多い。また新宿駅から45km程度離れた本厚木駅は、他路線と接続しない単独駅でありながら一日平均乗降人員が10万人に近い。小田原線はこれらの主要駅を利用する乗客を捌くために、優等列車を基軸としたダイヤが終日にわたって組まれている。朝のラッシュ時に運転される通勤急行は、登戸駅を通過する代わりに成城学園前駅に停車する千鳥停車を行い、快速急行に乗客が集中しないようなダイヤが組まれている。
江ノ島線で最も乗降人員が多い駅は藤沢駅であり、一日平均乗降人員は約12万人である。路線距離に対して比較的接続路線が多く、同駅と相模大野駅、大和駅、中央林間駅、湘南台駅の5駅は乗降人員が6万人を超えている。
多摩ニュータウンへのアクセス路線である多摩線は、他2路線と比較して輸送量が少ない。都心方面へは京王相模原線と競合しており、多摩急行の新設を機に小田原線への直通列車を増発した。輸送人員は年々増加傾向にあるものの、小田急多摩センター駅の乗降人員は京王多摩センター駅の6割程度である。

## 金融・与信事業

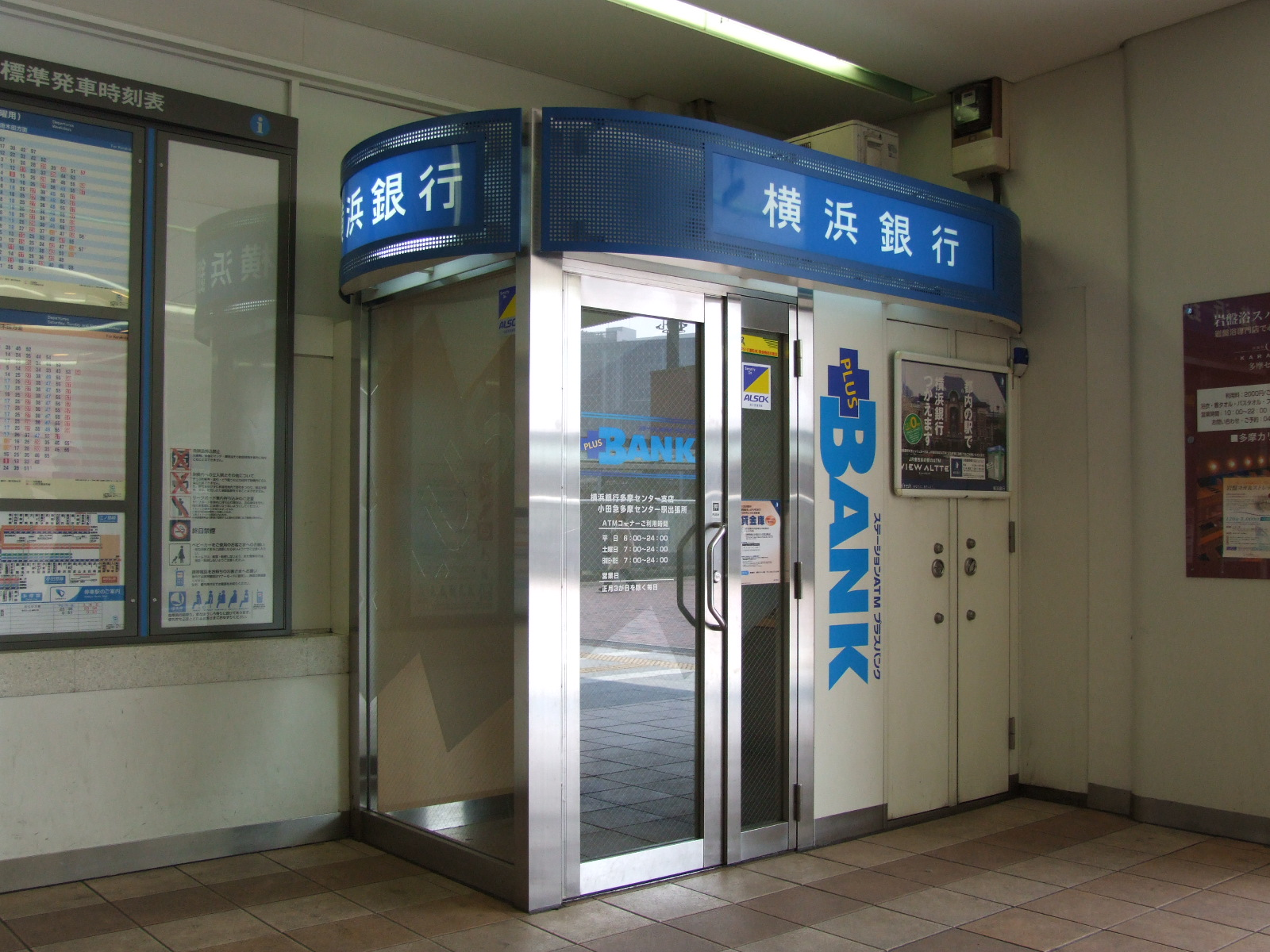
小田急線の駅構内に設置された横浜銀行ATM

- 2003年10月24日に横浜銀行と連携し、全駅にATM設置を開始し、2005年4月1日に全駅でATMを稼働させた。日本の鉄道会社の中では初の試み。利用可能時間は、年数回の特定日を除き、毎朝6時から深夜0時までとなっており、預金通帳の利用も可能。
- 小田急電鉄は、国際ブランド（Visa・MasterCard）のクレジットカードを「OPクレジット」として自社で発行している[120]。元々は子会社の「小田急カード株式会社」が発行していたが、2005年に同社を小田急電鉄が吸収合併して以降、自社での直接発行となった。自社でクレジットカードを発行している鉄道会社は、日本では2017年4月時点で小田急電鉄のほか、J-WESTカードを発行している西日本旅客鉄道（JR西日本）の2社のみ[注釈 8]。VISAとMasterCardのブランド供給会社は三菱UFJニコスのMUFGカード（カード裏面に表記あり）。このほか、JCBブランドのカードはジェーシービーが提携カードとして発行している（2023年8月までは、Visa/Master同様に小田急電鉄が発行元となり、ジェーシービーへ業務委託するという扱いであった）。

## 広報

### キャッチコピー
- きょう、ロマンスカーで。
- 小田急は、次へ。 - 2008年のテレビCMでは、ハンバート ハンバートがCM曲「待ちあわせ」を担当[121]。
- 世界に一つの日々と
- HELLO NEW ODAKYU! - 代々木上原駅 - 登戸駅間の複々線化周知の際に使用。

### 広報誌
おだきゅう
1987年から2008年3月まで発行されていた広報誌。
ODAKYU VOICE（オダキュウボイス）
2008年4月から発行を開始した広報誌。2013年からはWeb版も開始された。

### マスコットキャラクター
もころん
子どもに親しみがあるウサギをモチーフにした小田急電鉄の子育て応援マスコットキャラクター。これまで、関東の大手私鉄の中では唯一、広報活動用のマスコットキャラクターが存在しなかったが、2021年11月に掲げた「子育て応援ポリシー」におけるPRの一環として2023年8月23日にデビューし、ブランドカラーのブルーを基調に、特急ロマンスカーの伝統色であるオレンジを手足やしっぽにあしらったデザインとなっている。同年12月4日からは、車両前頭部にもころんのデザインを施した「もころん号」と称したラッピング車両が期間限定で運行を開始した。

### ファン向けサービス
- 毎年10月の休日に、鉄道の日にちなみ、海老名電車基地とビナウォークで「小田急ファミリー鉄道展」を開催している（2019年は5月下旬開催、2020年は開催中止）。鉄道グッズ・食品の販売、鉄道模型の展示、鉄道車両の撮影会が実施されているほか、他社の鉄道イベントにも随時出店している。
- 「小田急グループ 親子体験イベント」の一環として、小田急沿線に住む親子を対象に「ファミリー鉄道教室」を開催している。運転士・車掌の仕事や電車が動く仕組みについて学び、車両洗浄などの見学を行う。
- 2007年の小田急線開業80周年を記念して、公式サイトに「小田急バーチャル鉄道博物館」を開設している。
- 2012年3月24日・25日に同年3月16日のダイヤ改正で営業運転を終了した5000形およびロマンスカー10000形・20000形のお別れイベント「The Last Greeting 〜想いは、引き継がれる。〜」を開催した。毎年行われるファミリー鉄道博の内容に加え、前記3車種の車内撮影などが行われた。
- 2008年以降、子会社の小田急箱根とのつながり（全国登山鉄道パーミル会）で関西圏の南海電気鉄道のイベントでも出店を行い、関西圏でのPRを展開している。また南海電鉄もファミリー鉄道展でほぼ毎年出店を行っている。

### その他
- 江の島海岸において清掃活動を行う「小田急クリーンキャンペーン」を毎年実施し、グループ社員や沿線住民が参加している。
- 1970年代前後には多くのテレビドラマの舞台として電車が登場し、沿線ドラマは全国に知れ渡るところとなった（代表例：ウルトラシリーズ、ケンちゃんシリーズなど）。
- 藤子不二雄の作品との関係
  - 『オバケのQ太郎』の命名の経緯として、作者が小田急で通勤していたので小田急からオバQになったという説がある。
  - 『ドラえもん』に「小羽急百貨店」が登場する。「のび太特急と謎のトレインハンター」では取材に協力し、歴代の小田急車両が劇中で多数登場した。
  - 『笑ゥせぇるすまん』の喪黒福造は、小田急線沿線に在住しているという設定で、作品内に小田急線が度々登場する。
- テレビ東京『日経スペシャル カンブリア宮殿』2017年5月4日の放送分「GWスペシャル 激闘の箱根! 日本一の温泉地を作り上げた"乗り物屋"の執念」にて、小田急電鉄の事業戦略について放送され、会長の山木利満が出演した[125]。

## スポーツとの関係
- 1949年11月27日付の『朝日新聞』朝刊に、プロ野球に関する記事があり、その中に「新リーグの一つは名称セントラルリーグで、巨人・阪神・中日・大陽[注釈 10] の既成球団と、大洋漁業・西日本新聞・小田急の八チーム」とあり、この時点では小田急はプロ野球球団の所有を計画していた[注釈 11]。しかし球団所有が具体化しつつあったものの、結局は球団所有を断念した。「プロ野球再編問題 (1949年)」も参照。
- 過去に女子バレーボールチーム小田急ジュノーを所有していた。丸山由美を初代監督に招いて1986年に発足したが、Vリーグ所属時の1998年限りで休部した。現在、小田急は丸山を主任講師としたバレーボールクリニックを世田谷区などで開催している。
- 東京都町田市が本拠地のプロサッカークラブFC町田ゼルビアのトップパートナー（スポンサー）としてユニフォームの背中部分にodakyuの広告を掲出し、町田市内にある小田急線の駅構内に掲示板を設置して試合告知や試合結果を貼りだしたり、ホームゲーム開催週には小田急線車内に試合告知のための中吊り広告ポスターを掲出したりしている。シーズン中のFC町田ゼルビアのホームゲームの一部の試合では、「小田急」マッチを開催[126] し、その試合関連イベント運営にも協力している。

## 労働組合
有価証券報告書によれば、労働組合の状況は以下の通り。
| 名称           | 上部組織                                       |
| -------------- | ---------------------------------------------- |
| 小田急労働組合 | 日本労働組合総連合会・日本私鉄労働組合総連合会 |

## その他
- 株式会社日本格付研究所による格付けは、「AA-」となっている（2021年5月14日時点）[127]。
- 安藤記念奨学財団と小田急電鉄事業団を前身とする公益財団法人小田急財団を通して社会還元を行っている。安藤楢六は小田急中興の祖である。
- 成城学園前駅付近の地下区間上のスペースを利用した貸し農園の経営も行っている。
- 日本映画の主題歌第一号となった『東京行進曲』（作詞：西條八十、1929年）に当時急速に発展していた新宿の代名詞の一つとして「いっそ小田急で逃げましょか」というフレーズが歌い上げられており、その部分は検閲を恐れて原案の歌詞を差し替えた経緯があり、当時から「小田急」という名称が浸透していたことがわかる。